# Liste der Biografien/Zim
Liste der Biografien |
Portal Biografien |
Personensuche
# |
A |
B |
C |
D |
E |
F |
G |
H |
I |
J |
K |
L |
M |
N |
O |
P |
Q |
R |
S |
T |
U |
V |
W |
X |
Y |
Z |
?
 
Za |
Zb |
Zc |
Zd |
Ze |
Zf |
Zg |
Zh |
Zi |
Zj |
Zk |
Zl |
Zm |
Zn |
Zo |
Zr |
Zs |
Zu |
Zv |
Zw |
Zy |
Zz
 
Zia |
Zib |
Zic |
Zid |
Zie |
Zif |
Zig |
Zih |
Zij |
Zik |
Zil |
Zim |
Zin |
Zio |
Zip |
Zir |
Zis |
Zit |
Ziu |
Ziv |
Ziw |
Zix |
Ziy |
Ziz
Die Liste der Biografien führt alle Personen auf, die in der deutschsprachigen Wikipedia einen Artikel haben. Dieses ist eine Teilliste mit 875 Einträgen von Personen, deren Namen mit den Buchstaben „Zim“ beginnt.

## Zim

### Zima
- Zima, Alfred (* 1931), österreichischer Boxer
- Zima, Barbara (* 2000), polnische Handballspielerin
- Zima, David (* 2000), tschechischer Fußballspieler
- Zíma, Josef (1932–2025), tschechischer Filmschauspieler, Schlagzeuger, Sänger und Moderator
- Zima, Lukáš (* 1994), tschechischer Fußballspieler
- Zima, Madeline (* 1985), US-amerikanische Schauspielerin und FilmproduzentinMadeline Zima (* 1985)

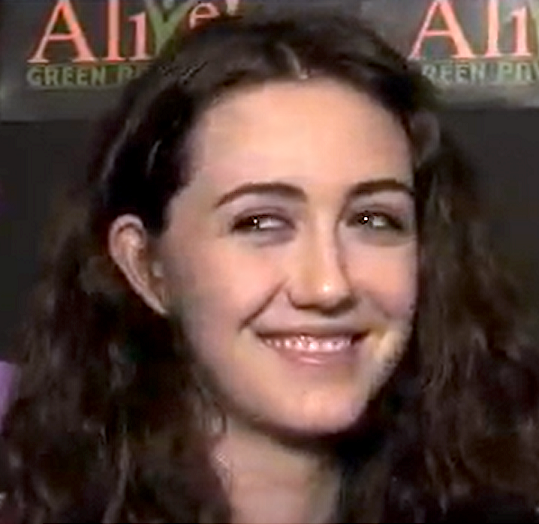
Madeline Zima (* 1985)

- Zima, Peter V. (* 1946), österreichischer Literaturwissenschaftler
- Zima, Rok (* 1988), slowenischer Skispringer
- Zima, Vanessa (* 1986), US-amerikanische Schauspielerin
- Zima, Yvonne (* 1989), US-amerikanische Schauspielerin
- Zimafejewa, Julija (* 1982), belarussische Übersetzerin und Lyrikerin
- Zimako, Jacques (1951–2021), neukaledonisch-französischer Fußballspieler
- Zimakuridse, Dawit (1925–2006), sowjetischer Ringer
- Zimałek, Marian (1931–2008), polnischer Weihbischof, römisch-katholischer Weihbischof in Sandomierz
- Ziman, John (1925–2005), britischer theoretischer Festkörperphysiker, Wissenschaftsaktivist und Hochschullehrer
- Zimanouskaja, Kryszina (* 1996), polnische Sprinterin belarussischer Herkunft

### Zimb
- Zimba, Hubert († 2013), malawischer Fußballschiedsrichter
- Zimba, Newstead (1937–2021), sambischer Gewerkschafter, Politiker und Diplomat
- Zimba, Yeshey (1950–2024), bhutanischer Premierminister
- Zimbal, Hans (1889–1961), deutscher Maler, Grafiker und Kunsterzieher
- Zimbalist, Efrem (1889–1985), US-amerikanischer Komponist, Musikpädagoge und Dirigent russischer Herkunft und Konzertviolinist
- Zimbalist, Efrem Jr. (1918–2014), US-amerikanischer Schauspieler
- Zimbalist, Sam (1904–1958), US-amerikanischer Filmproduzent und Filmeditor
- Zimbalist, Stephanie (* 1956), US-amerikanische SchauspielerinStephanie Zimbalist (* 1956)

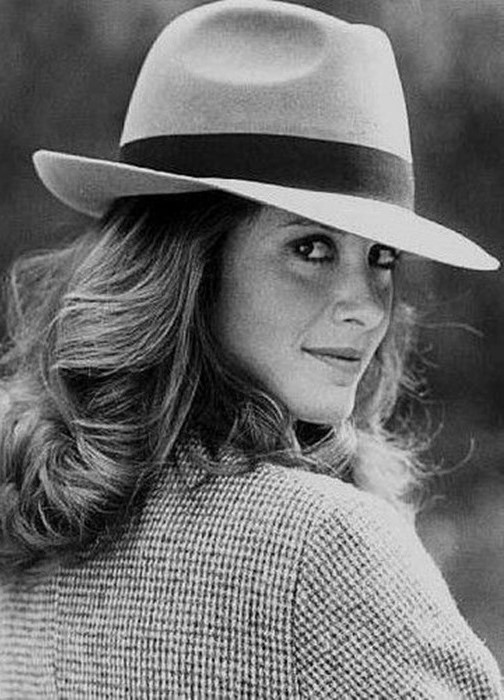
Stephanie Zimbalist (* 1956)

- Zimbalista, Ofra (1939–2014), israelische Bildhauerin
- Zimbardo, Philip (1933–2024), US-amerikanischer Psychologe und Hochschullehrer
- Zimbardo, Simon (* 1971), deutscher Schlagzeuger, Fotograf und Musikpädagoge
- Zimbauer, Joseph (1932–2010), deutscher Jurist und Manager
- Zimbel, George S. (1929–2023), US-amerikanisch-kanadischer Dokumentarfotograf
- Zimbelman, James (* 1954), US-amerikanischer Astrogeologe
- Zimbler, Jason (* 1977), amerikanischer Schauspieler und Theaterregisseur
- Zimbler, Liane (1892–1987), österreichisch-amerikanische Architektin und Innenraumgestalterin
- Zimbrich, Walter (1933–2012), deutscher Maler, Typograf, Drucker, Illustrator und Autor
- Zimburg, Bernhard (* 1954), österreichischer Diplomat

### Zimd
- Zimdal, Helge (1903–2001), schwedischer Architekt
- Zimdar, Caroline (1779–1847), deutsche Schauspielerin und Sängerin
- Zimdar, Karl Friedrich (1753–1792), deutscher Schauspieler, Sänger und Dramaturg
- Zimdin, William (1880–1951), Unternehmer, Investor, Immobilienhändler, Hotel- und Casinobesitzer

### Zime
- Zīmelis, Raivis (* 1976), lettischer Biathlet
- Zimen, Erik (1941–2003), schwedischer Verhaltensforscher
- Zimer, numidischer Steinmetz
- Zimerman, Krystian (* 1956), polnisch-schweizerischer Pianist und OrchesterleiterKrystian Zimerman (* 1956)

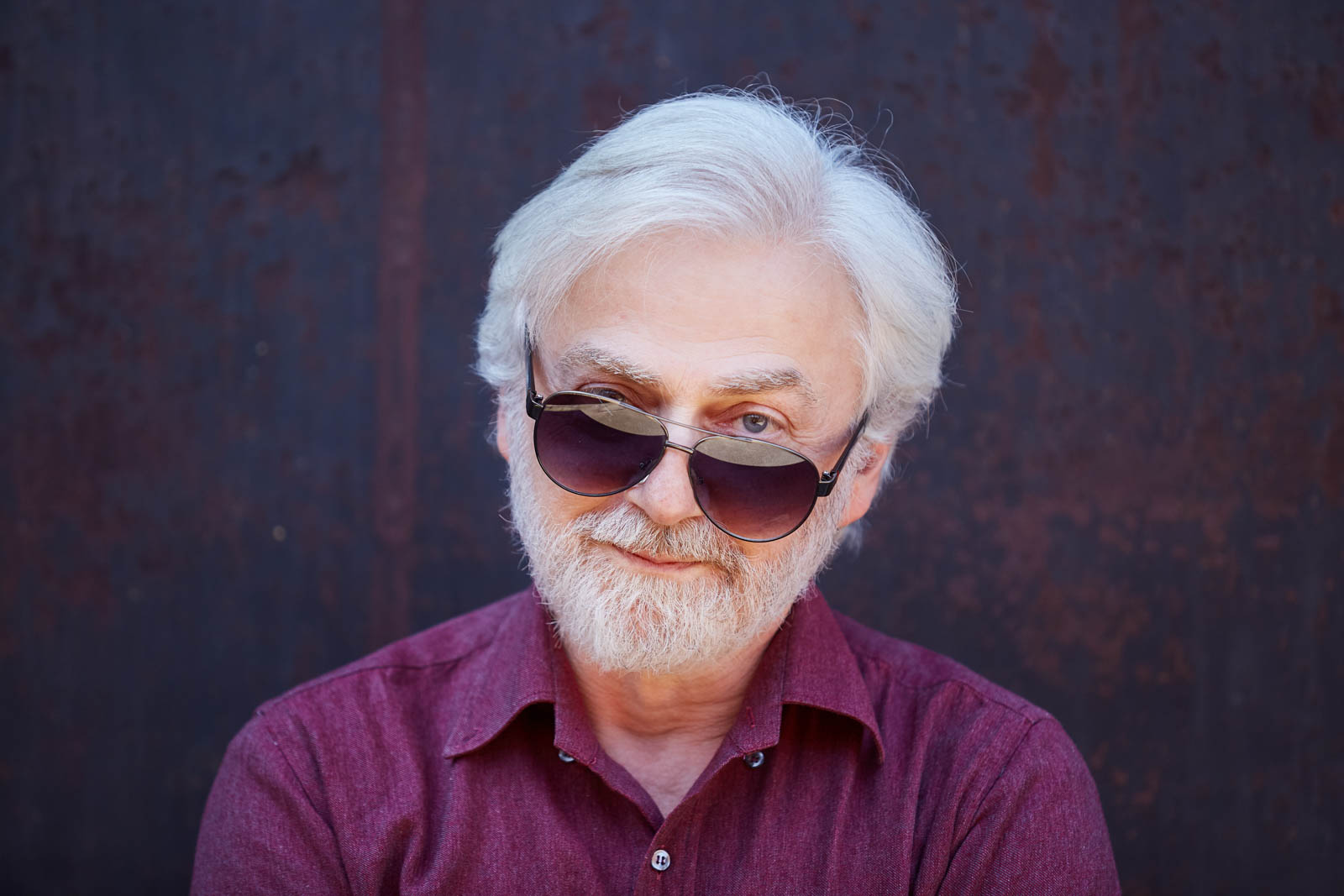
Krystian Zimerman (* 1956)

- Zimetbaum, Mala († 1944), belgische Widerstandskämpferin

### Zimh
- Zimhart, Ana, US-amerikanische Schauspielerin

### Zimi
- Zimina, Olga (* 1982), russisch-italienische Schachspielerin
- Zimińska, Mira (1901–1997), polnische Schauspielerin, Sängerin und Theaterregisseurin

### Zimk
- Zimkeit, Stefan (* 1964), deutscher Politiker (SPD), MdL
- Zimková, Nikola (* 2003), slowakische Eishockeytorhüterin

### Ziml
- Zimler, Richard (* 1956), US-amerikanisch-portugiesischer Journalist und Schriftsteller
- Zimlich, Anton (1830–1918), bayerischer Zündholzfabrikant und Abgeordneter
- Zimling, Niki (* 1985), dänischer Fußballspieler

### Zimm
- Zimm, Bruno H. (1920–2005), US-amerikanischer Chemiker

#### Zimme

##### Zimmec
- Zimmeck, Henriette (* 1996), deutsche Schauspielerin
- Zimmeck, Ludwig (* 1994), deutscher Schauspieler

##### Zimmel
- Zimmel, Helmut, österreichischer Basketballspieler
- Zimmelova, Olga (* 1945), tschechisch-schweizerische Künstlerin

##### Zimmer
- Zimmer Friedman, Greta (1924–2016), österreichische Emigrantin aus dem Dritten Reich, Foto-IkoneGreta Zimmer Friedman (1924–2016)

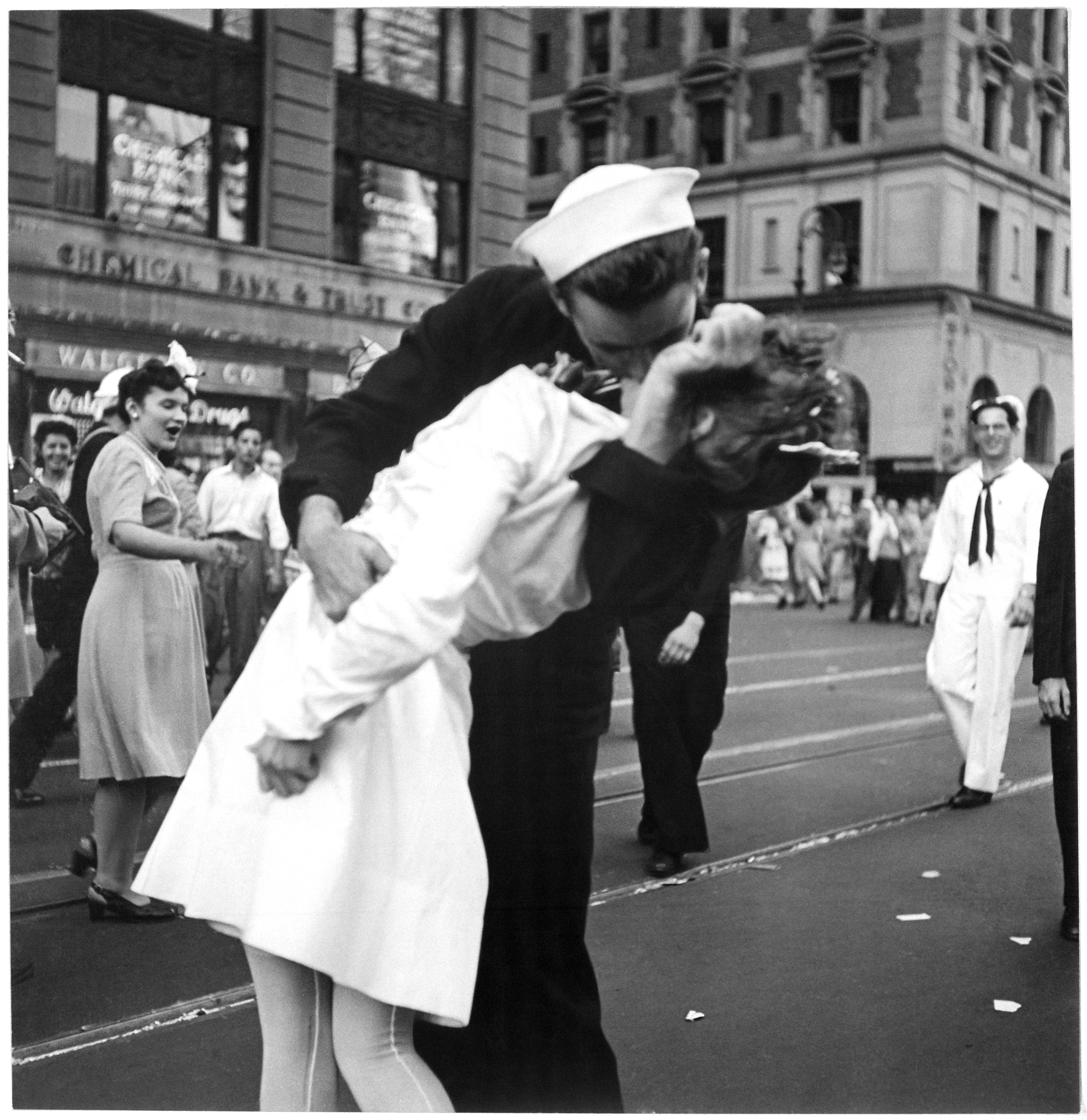
Greta Zimmer Friedman (1924–2016)

- Zimmer, Adolf (1908–1940), polnischer Fußballspieler
- Zimmer, Alf (* 1943), deutscher Psychologe
- Zimmer, Alfred (1923–2008), deutscher Militärarzt
- Zimmer, Alois (1896–1973), deutscher Verwaltungsjurist und Politiker (CDU), MdL, MdB, Landesminister
- Zimmer, Andreas (* 1957), deutscher Diplomat
- Zimmer, Anglina (1902–1943), deutsche römisch-katholische Ordensfrau, Missionarin und Märtyrin
- Zimmer, Anja (* 1973), deutsche Juristin
- Zimmer, Annette (* 1954), deutsche Politikwissenschaftlerin und Hochschullehrerin
- Zimmer, Benedikt (* 1961), deutscher beamteter Staatssekretär, ehemaliger Generalleutnant des Heeres der Bundeswehr
- Zimmer, Bernard (1893–1964), französischer Dramatiker, Dialog- und Drehbuchautor
- Zimmer, Bernd (* 1948), deutscher Maler
- Zimmer, Bruno (* 1956), deutscher Kommunalpolitiker und Oberbürgermeister von Idar-Oberstein (2007–2015)
- Zimmer, Carl (1818–1891), österreichischer Arzt und Politiker
- Zimmer, Carl (1873–1950), deutscher Zoologe
- Zimmer, Carl (* 1966), US-amerikanischer Autor und Journalist
- Zimmer, Christiane (1902–1987), österreichisch-amerikanische Sozialwissenschaftlerin
- Zimmer, Christopher (* 1959), deutscher Schriftsteller, Fantasy-Autor
- Zimmer, Constance (* 1970), US-amerikanische SchauspielerinConstance Zimmer (* 1970)

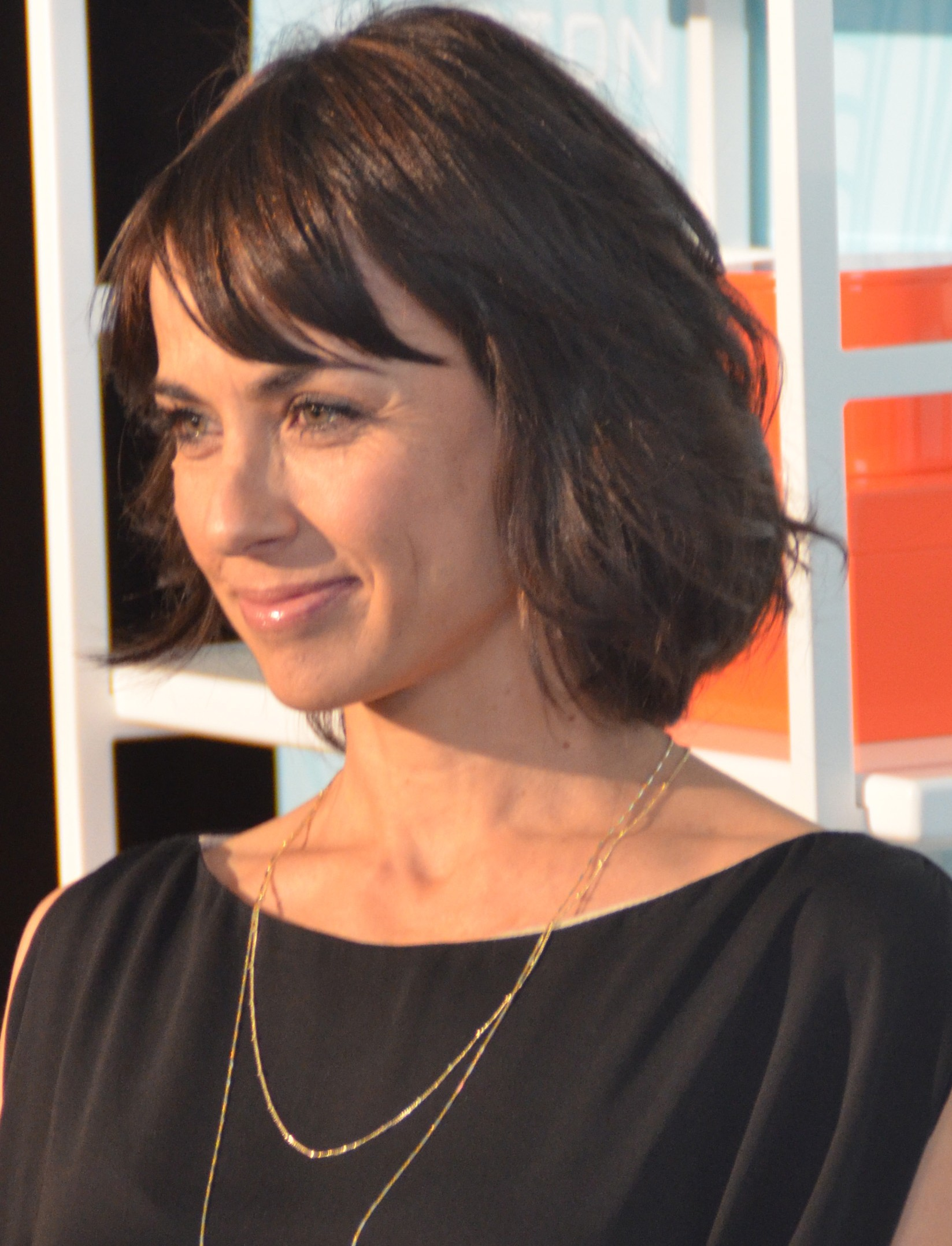
Constance Zimmer (* 1970)

- Zimmer, Daniel (* 1959), deutscher Rechtswissenschaftler
- Zimmer, Detlef (* 1953), deutscher Fußballspieler und Fußballtrainer
- Zimmer, Diana (* 1998), deutsche Betriebswirtin und Politikerin (AfD), Bundestagsabgeordnete
- Zimmer, Dick (* 1944), US-amerikanischer Politiker
- Zimmer, Dieter (1939–2024), deutscher Fernsehjournalist und Schriftsteller
- Zimmer, Dieter (* 1958), deutscher Politiker (SPD), Bürgermeister von Dreieich
- Zimmer, Dieter E. (1934–2020), deutscher Journalist, Autor und Übersetzer
- Zimmer, Eduard (1888–1972), württembergischer Landrat
- Zimmer, Elke (* 1966), deutsche Politikerin (Bündnis 90/Die Grünen)
- Zimmer, Emma (1888–1948), deutsche Oberaufseherin im KZ Ravensbrück
- Zimmer, Ernst (1864–1924), deutscher Maler und Illustrator
- Zimmer, Ernst (1887–1965), deutscher Physiker, Sachbuchautor und Lehrer
- Zimmer, Erwin (* 1953), deutscher Fußballspieler
- Zimmer, Eyck (* 1969), deutscher Koch
- Zimmer, Felix (* 1979), deutscher Schauspieler und Autor
- Zimmer, Florian (* 1983), deutscher Magier und Illusionist
- Zimmer, François (1860–1920), Landtagsabgeordneter
- Zimmer, Friedrich (1855–1919), deutscher evangelischer Theologe und Gründer des Evangelischen Diakonievereins
- Zimmer, Fritz Alfred (1880–1954), deutscher Lehrer und Dichter
- Zimmer, Fritz Paul (1895–1975), deutsch-amerikanischer Bildhauer, Architekt und Designer
- Zimmer, Gabriele (* 1955), deutsche Politikerin (SED, PDS, Die Linke), MdL, MdEP
- Zimmer, Gerhard (1939–2013), österreichischer Sportjournalist
- Zimmer, Gerhard (* 1949), deutscher Klassischer Archäologe
- Zimmer, Gerhard Martin (1943–2020), deutscher Berufsbildungsforscher
- Zimmer, Grete (1922–2003), österreichische Schauspielerin
- Zimmer, Guido (1911–1977), deutscher SD-Führer in Mailand sowie Beteiligter an der Operation Sunrise
- Zimmer, Gustav (* 1875), deutscher Kapitän zur See der Reichsmarine
- Zimmer, Hans, deutscher Artist und Journalist
- Zimmer, Hans (* 1946), deutscher Theaterpädagoge und Autor
- Zimmer, Hans (* 1957), deutsch-amerikanischer Filmkomponist und MusikproduzentHans Zimmer (* 1957)

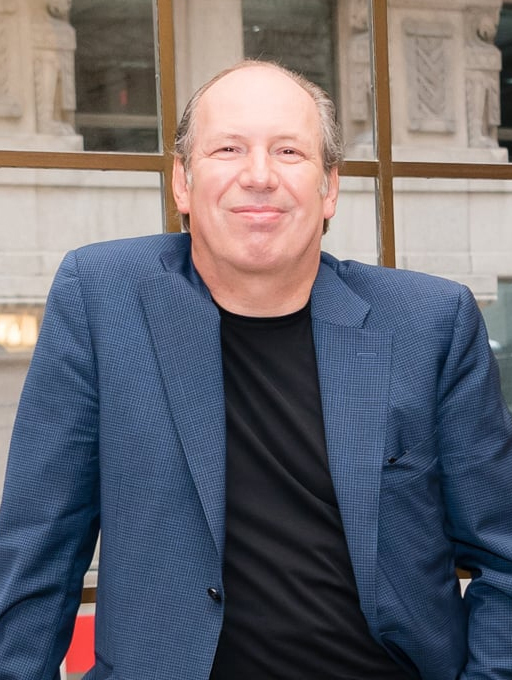
Hans Zimmer (* 1957)

- Zimmer, Hans J. (1917–1963), deutscher Ingenieur, Erfinder und Unternehmer
- Zimmer, Hans-Jürgen (* 1951), deutscher Fußballspieler
- Zimmer, Harro (1935–2025), deutscher Astronom und Journalist
- Zimmer, Heinrich (1851–1910), deutscher Keltologe und Indologe
- Zimmer, Heinrich (1890–1943), deutscher Indologe
- Zimmer, Hélène (* 1989), französische Schauspielerin und Drehbuchautorin
- Zimmer, Henriette Philippine (1748–1815), Tante der Brüder Grimm
- Zimmer, Herbert (* 1953), deutscher Fußballspieler
- Zimmer, Hermann (1867–1928), deutscher Gewerkschafter und Politiker (SPD)
- Zimmer, Horst-Günter (1937–2016), deutscher Mathematiker und Hochschullehrer
- Zimmer, HP (1936–1992), deutscher Maler und Bildhauer
- Zimmer, Ján (1926–1993), slowakischer Komponist und Pianist
- Zimmer, Jean (* 1993), deutscher FußballspielerJean Zimmer (* 1993)

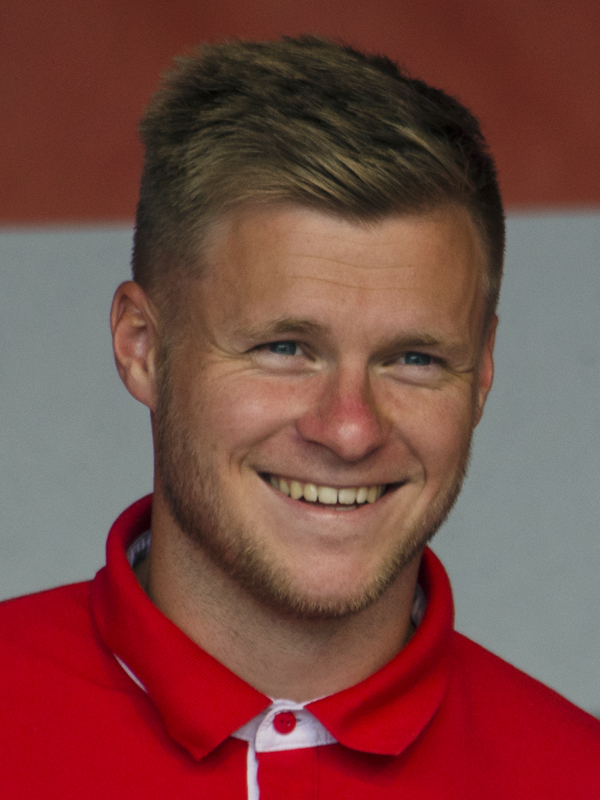
Jean Zimmer (* 1993)

- Zimmer, Joana (* 1982), deutsche Sängerin
- Zimmer, Johann Conrad (1817–1898), Landtagsabgeordneter Großherzogtum Hessen
- Zimmer, Johann Georg (1777–1853), Pfarrer, Verleger und Landtagsabgeordneter Großherzogtum Hessen
- Zimmer, Johann Heinrich Ehrenfried (1774–1851), deutscher Holzstecher, Maler, Zeichner und Zeichenlehrer
- Zimmer, John Todd (1889–1957), US-amerikanischer Ornithologe
- Zimmer, Judith (* 1965), deutsche Fernsehmoderatorin
- Zimmer, Jürgen (* 1937), deutscher Kunsthistoriker und Bibliothekar
- Zimmer, Jürgen (1938–2019), deutscher Erziehungswissenschaftler und Bildungsjournalist
- Zimmer, Kai (* 1964), deutscher Medienkünstler
- Zimmer, Karl Günther (1911–1988), deutscher Physiker und Erfinder
- Zimmer, Karl Otto (1923–2004), deutscher Jurist und Richter am deutschen Bundessozialgericht
- Zimmer, Karl-Heinz (1937–2019), deutscher Politiker (CDU), Oberbürgermeister von Kiel
- Zimmer, Kim (* 1955), US-amerikanische SchauspielerinKim Zimmer (* 1955)

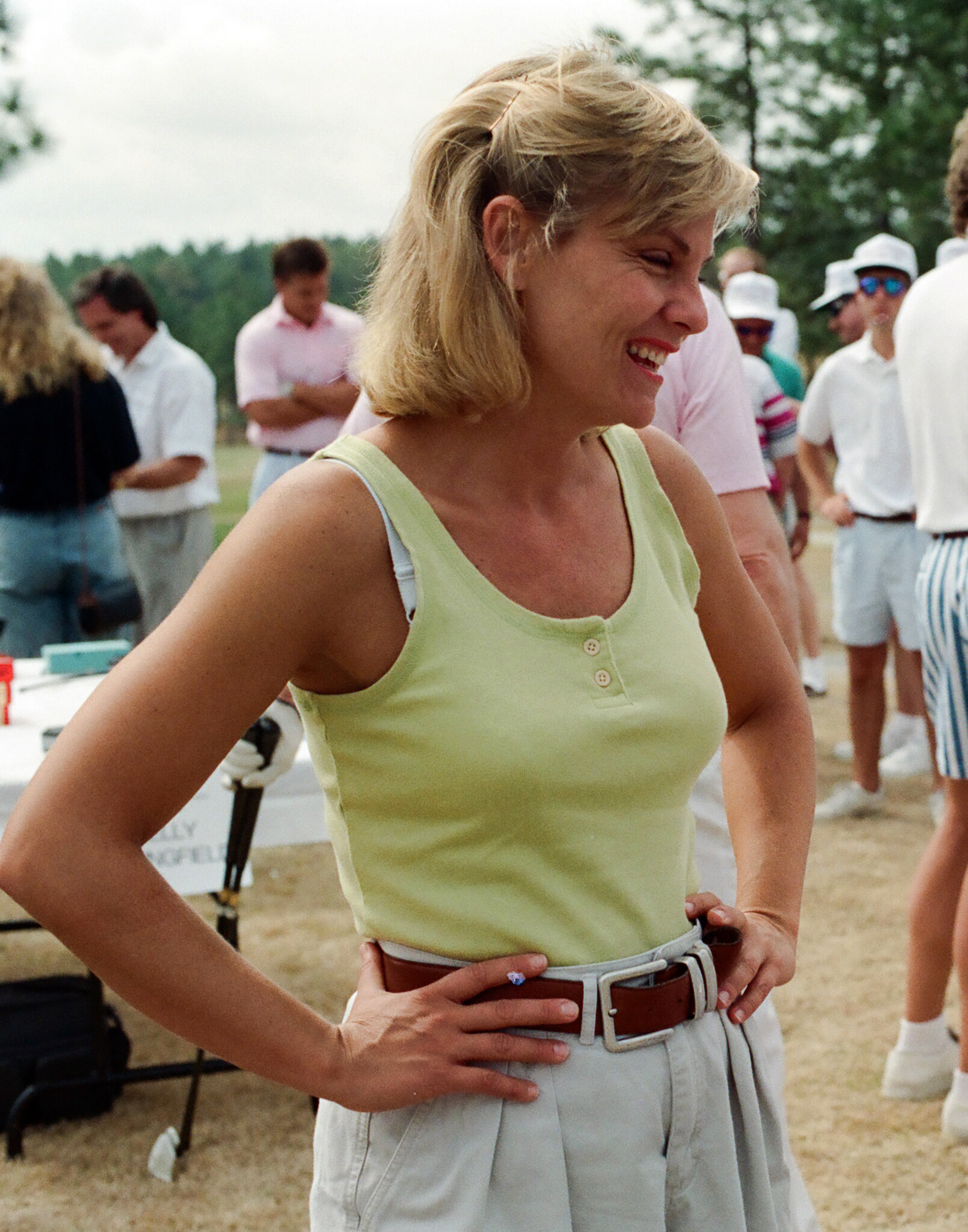
Kim Zimmer (* 1955)

- Zimmer, Kurt (1885–1941), deutscher Reichsgerichtsrat
- Zimmer, Kurt (1924–2008), deutscher Kanute
- Zimmer, Kurt (1946–2019), deutscher Sportmediziner und Hochschullehrer
- Zimmer, Kyle, Mitbegründerin von First Book
- Zimmer, Lars (* 1985), deutscher Biathlet
- Zimmer, Lars-Jörn (* 1970), deutscher Politiker (CDU), MdL
- Zimmer, Lotte (1813–1879), Zimmerwirtin und Pflegerin von Friedrich Hölderlin
- Zimmer, Louis (1888–1970), belgischer Uhrmacher
- Zimmer, Lucidius (1900–1944), deutscher römisch-katholischer Ordensbruder, Steyler Missionar und Märtyrer
- Zimmer, Manfred (* 1941), deutscher Fußballspieler
- Zimmer, Markus (1964–2006), deutscher Musiker und Sänger der Band The BatesMarkus Zimmer (1964–2006)

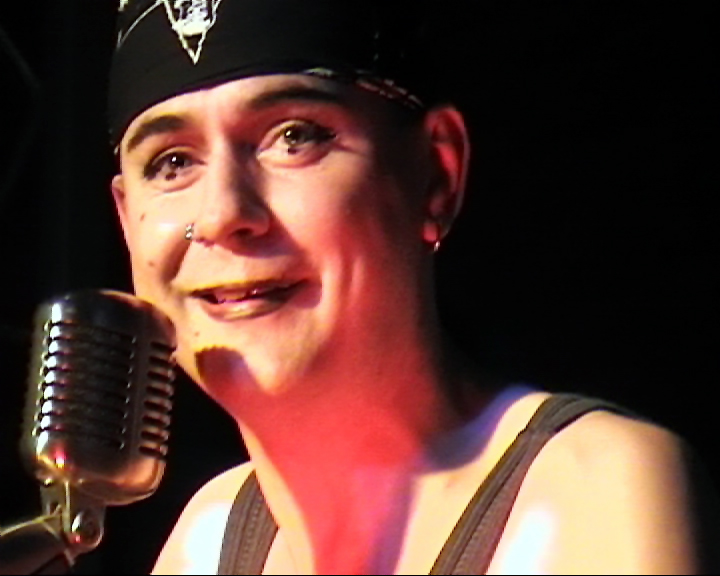
Markus Zimmer (1964–2006)

- Zimmer, Markus (* 1966), deutscher Filmproduzent und Filmverleiher
- Zimmer, Marlene (* 1987), deutsche Schauspielerin
- Zimmer, Martin (* 1967), deutscher Biologe und Professor für Mangrovenökologie
- Zimmer, Martin (* 1970), deutscher Fußballspieler und -trainer
- Zimmer, Matthias (1961–2023), deutscher Politikwissenschaftler, Publizist und Politiker (CDU), MdB
- Zimmer, Maximilian (* 1965), deutscher Jurist und Honorarprofessor
- Zimmer, Maximilian (* 1992), deutscher Fußballspieler
- Zimmer, Michael (* 1955), deutscher Fußballspieler
- Zimmer, Mike (* 1956), US-amerikanischer American-Football-Trainer
- Zimmer, Moritz (* 1993), deutscher Fußballspieler
- Zimmer, Nicolai (1810–1894), dänischer Kaufmann und kommissarischer Inspektor in Grönland
- Zimmer, Nicolas (* 1970), deutscher Politiker (CDU), MdA
- Zimmer, Nina (* 1973), deutsche Kunsthistorikerin
- Zimmer, Olaf (* 1964), deutscher Sozialpädagoge und Politiker (Die Linke)
- Zimmer, Oliver (* 1963), schweizerisch-britischer Historiker
- Zimmer, Otto (1866–1940), deutscher Politiker (SPD)
- Zimmer, Patrick Siegfried (* 1977), deutscher Regisseur, Autor, Film- und Musikproduzent, Sänger, Songwriter, Diplom-Designer und Schauspieler
- Zimmer, Patritius Benedikt (1752–1820), katholischer Geistlicher
- Zimmer, Pete (* 1977), US-amerikanischer Jazzmusiker und Komponist
- Zimmer, Peter (1868–1957), deutscher Politiker (SPD), MdL
- Zimmer, Peter (1887–1970), deutscher Politiker (SPS)
- Zimmer, Philipp (1905–1975), deutscher Politiker (CDU), MdL
- Zimmer, Reiner (* 1964), deutscher Politiker (SPD), MdL
- Zimmer, Renate (* 1947), deutsche Erziehungswissenschaftlerin
- Zimmer, Richard (1893–1971), deutscher Generalleutnant im Zweiten Weltkrieg
- Zimmer, Robert (* 1953), deutscher Philosoph, Essayist und LiteraturwissenschaftlerRobert Zimmer (* 1953)

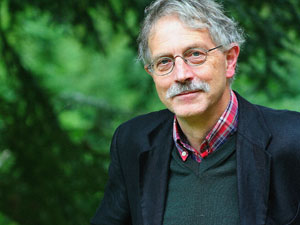
Robert Zimmer (* 1953)

- Zimmer, Robert Jeffrey (1947–2023), US-amerikanischer Mathematiker
- Zimmer, Rod (1942–2016), kanadischer Manager und Politiker der Liberalen Partei Kanadas
- Zimmer, Roland (1933–1993), deutscher Musikpädagoge, Hochschullehrer in Weimar
- Zimmer, Rudolf (1878–1959), deutscher Politiker (Zentrum), MdL
- Zimmer, Rudolf (1941–2006), deutscher Romanist und Hochschullehrer
- Zimmer, Sebastian (* 1982), deutscher Fußballspieler
- Zimmer, Siegfried (1930–2009), deutscher Politiker (CDU), MdA
- Zimmer, Siegfried (* 1947), deutscher Pädagoge, evangelischer Theologe und Religionspädagoge
- Zimmer, Stefan (* 1947), deutscher Indogermanist und Keltologe
- Zimmer, Ute (* 1964), deutsche Amateurastronomin
- Zimmer, Uwe (* 1951), deutscher Autor
- Zimmer, Volker (* 1949), deutscher General
- Zimmer, Walter (1898–1975), deutscher Politiker (SPD), MdL
- Zimmer, Walter (* 1945), uruguayischer Politiker
- Zimmer, Werner (1929–2019), deutscher Ringer
- Zimmer, Werner (1936–2015), deutscher Hörfunk- und FernsehmoderatorWerner Zimmer (1936–2015)

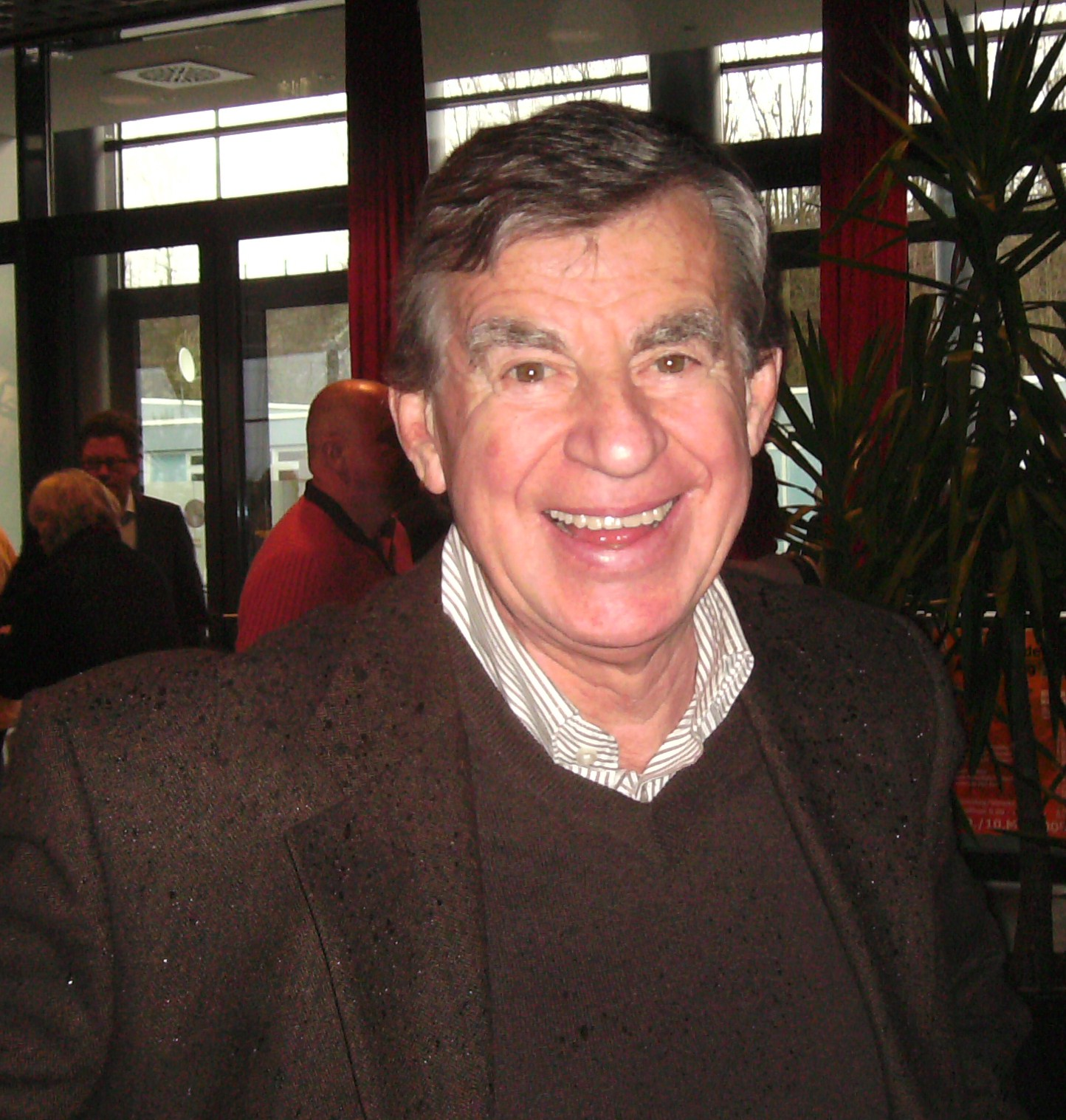
Werner Zimmer (1936–2015)

- Zimmer, Wilhelm (1853–1937), deutscher Maler
- Zimmer, Wilhelm (* 1864), deutscher Politiker (Zentrum)
- Zimmer, Winfried (* 1954), deutscher General
- Zimmer, Wolfgang (* 1920), deutscher Kulturfunktionär

###### Zimmere
- Zimmerebner, Sabine (1970–2015), österreichische Höhlenforscherin
- Zimmerer, Andrea (* 1965), deutsche Tischtennisspielerin
- Zimmerer, Carl (1926–2001), deutscher Unternehmensmakler und Unternehmensberater
- Zimmerer, Eugen von (1843–1918), deutscher Gouverneur von Kamerun
- Zimmerer, Fritz (1930–2013), deutscher Unternehmer, Kreisbrandinspektor und Feuerwehrfunktionär
- Zimmerer, Helmuth (1912–1984), deutscher Jurist, Volkswirt und Kommunalpolitiker
- Zimmerer, Jürgen (* 1965), deutscher Historiker
- Zimmerer, Katarzyna (* 1961), polnische Schriftstellerin und Übersetzerin
- Zimmerer, Ludwig (1924–1987), deutscher Journalist, Korrespondent der westdeutschen Medien in Polen
- Zimmerer, Ricarda (* 1996), deutsche Schauspielerin
- Zimmerer, Toni (* 1877), deutscher Opernsänger, Theater- und Filmschauspieler der Stummfilmzeit
- Zimmerer, Wilhelm (1884–1951), deutscher Politiker (SPD), MdL Bayern
- Zimmerer, Wolfgang (* 1940), deutscher Bobfahrer

###### Zimmerh
- Zimmerhofer, Bernhard (* 1963), italienischer Politiker (Süd-Tiroler Freiheit)
- Zimmerhofer, David (* 1995), italienischer Fußballspieler

###### Zimmeri
- Zimmering, David (* 1975), deutscher Theater- und Filmschauspieler
- Zimmering, Esther (* 1977), deutsche Schauspielerin
- Zimmering, Josef (1911–1995), deutscher Diplomat
- Zimmering, Max (1909–1973), deutscher SchriftstellerMax Zimmering (1909–1973)

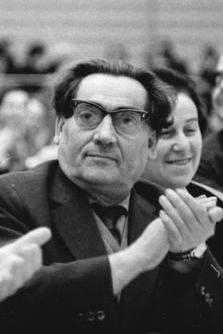
Max Zimmering (1909–1973)

- Zimmering, Raina (* 1951), deutsche Soziologin und Hochschullehrerin
- Zimmering, Ron (* 1984), deutscher Schauspieler, Regisseur und Initiator von Veranstaltungsformaten

###### Zimmerl
- Zimmerl, Christl (1939–1976), österreichische Tänzerin
- Zimmerl, Johannes (* 1968), österreichischer Organist, Kirchenmusiker und Orgellehrer
- Zimmerl, Leopold (1899–1945), österreichisch-deutscher Jurist in der Zeit des Nationalsozialismus
- Zimmerle, Dieter (1916–1989), deutscher Jazzjournalist und -publizist
- Zimmerle, Hermann-Christian (1921–1995), deutscher Künstler, Bildhauer
- Zimmerle, Ludwig (1867–1925), Senatspräsident beim Reichsgericht
- Zimmerle, Ludwig von (1832–1907), deutscher Reichsgerichtsrat
- Zimmerli, Ernst (1908–1975), Schweizer Lehrer
- Zimmerli, Jakob (1863–1940), Schweizer Politiker (FDP)
- Zimmerli, Kurt (* 1946), Schweizer Designer
- Zimmerli, Patrick (* 1968), US-amerikanischer Jazzmusiker und Komponist
- Zimmerli, Ulrich (* 1942), schweizerischer Politiker, Jurist und Hochschullehrer
- Zimmerli, Walther (1907–1983), Schweizer reformierter Theologe und evangelischer Alttestamentler
- Zimmerli, Walther Christoph (* 1945), Schweizer Professor für Philosophie
- Zimmerli-Bäurlin, Pauline (1829–1914), Schweizer Unternehmerin
- Zimmerlin, Alfred (* 1955), Schweizer Komponist
- Zimmerlin, Erich (1909–1999), Schweizer Politiker (FDP)
- Zimmerling, Jürgen (1952–2005), deutscher Politiker (CDU), MdEP
- Zimmerling, Matthias (* 1967), deutscher Fußballspieler
- Zimmerling, Paul (1927–2006), deutscher Keramiker
- Zimmerling, Peter (* 1958), deutscher evangelischer Theologe und Professor für praktische Theologie
- Zimmerling, Robert (1924–2005), deutscher Schauspieler
- Zimmerling, Ruth (* 1953), deutsche Politikwissenschaftlerin und Hochschullehrerin
- Zimmerling, Wladimir Issaakowitsch (1931–2017), sowjetisch-russischer Bildhauer

###### Zimmerman
- Zimmerman, Alfred Rudolph (1869–1937), niederländischer Jurist und Politiker
- Zimmerman, Arthur Augustus (1869–1936), US-amerikanischer Radrennfahrer
- Zimmerman, Bailey (* 2000), US-amerikanischer CountrysängerBailey Zimmerman (* 2000)

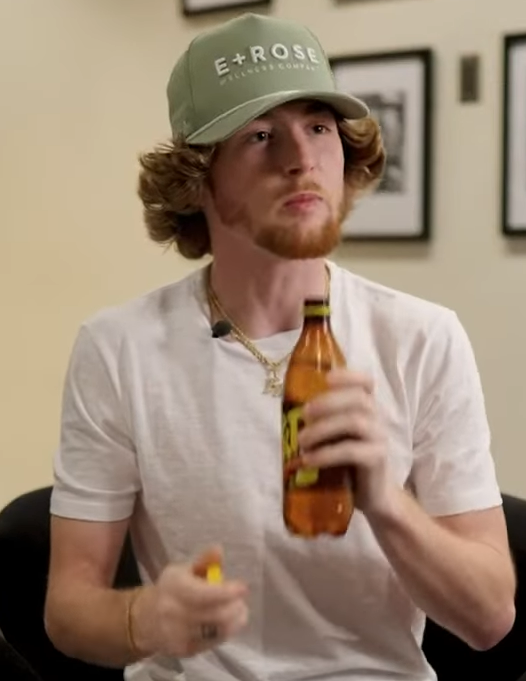
Bailey Zimmerman (* 2000)

- Zimmerman, Dan (* 1974), US-amerikanischer Filmeditor
- Zimmerman, Dean (* 1974), US-amerikanischer Filmeditor
- Zimmerman, Derrick (* 1981), US-amerikanischer Basketballspieler
- Zimmerman, Don (1944–2025), US-amerikanischer Filmeditor
- Zimmerman, Elwood Curtin (1912–2004), US-amerikanischer Entomologe
- Zimmerman, Franklin B. (* 1923), US-amerikanischer Musikwissenschaftler und Dirigent
- Zimmerman, Fred R. (1880–1954), US-amerikanischer Politiker
- Zimmerman, Gary (* 1961), US-amerikanischer American-Football-Spieler
- Zimmerman, Herman F. (* 1935), US-amerikanischer Art Director
- Zimmerman, Howard (1926–2012), US-amerikanischer Chemiker
- Zimmerman, Ike (1907–1967), US-amerikanischer Bluesgitarrist
- Zimmerman, James (1923–1999), US-amerikanischer Physiker
- Zimmerman, Jo Ann (1936–2019), US-amerikanische Politikerin
- Zimmerman, Joey (* 1986), US-amerikanischer Film- und Theaterschauspieler
- Zimmerman, John (* 1973), US-amerikanischer Eiskunstläufer
- Zimmerman, Joshua D. (* 1966), US-amerikanischer Neuzeithistoriker
- Zimmerman, Kathy (* 1972), US-amerikanische Badmintonspielerin
- Zimmerman, Lorenz E. (1920–2013), US-amerikanischer Mediziner
- Zimmerman, Nilo (* 1986), spanischer Schauspieler und Kameramann
- Zimmerman, Orville (1880–1948), US-amerikanischer Politiker
- Zimmerman, Paul D. (1938–1993), US-amerikanischer Drehbuchautor, Filmkritiker und politischer Aktivist
- Zimmerman, Preston (* 1988), US-amerikanisch-deutscher Fußballspieler
- Zimmerman, Rebecca (* 1990), kanadische Ruderin
- Zimmerman, Robert (1881–1980), kanadischer Schwimmer und Wasserspringer
- Zimmerman, Robert D. (* 1952), US-amerikanischer Autor
- Zimmerman, Roy (* 1957), US-amerikanischer Musiker, Songwriter und Satiriker
- Zimmerman, Simone (* 1990), US-amerikanische Menschenrechtsaktivistin
- Zimmerman, Tianna, kanadische Schwimmerin, Medaillengewinnerin bei Special Olympics
- Zimmerman, Trent (* 1968), australischer Politiker
- Zimmerman, Walker (* 1993), US-amerikanischer Fußballspieler

###### Zimmermann G
- Zimmermann Gibson, Tabea (* 1970), Schweizer Politikerin

###### Zimmermann V
- Zimmermann von Siefart, Ralf (1925–2018), deutscher Manager der Düngemittelindustrie
- Zimmermann von Siefart, Ralf (* 1958), deutscher Journalist

###### Zimmermann, A
- Zimmermann, Achim (* 1958), deutscher Dirigent und Chorleiter
- Zimmermann, Adolf (1799–1859), deutscher Maler
- Zimmermann, Agnes (1847–1925), deutsche Konzertpianistin und Komponistin
- Zimmermann, Albert, deutscher Landrat
- Zimmermann, Albert (* 1806), deutscher Lehrer und Politiker
- Zimmermann, Albert (1809–1888), deutscher Maler
- Zimmermann, Albert (1854–1925), deutscher Klassischer Philologe und Gymnasialdirektor
- Zimmermann, Albert (1928–2017), deutscher Philosophiehistoriker
- Zimmermann, Albert von (1813–1887), preußischer Generalmajor
- Zimmermann, Albrecht (1860–1931), deutscher Botaniker und Mykologe
- Zimmermann, Alfons Maria (1891–1962), deutscher Benediktiner und katholischer Theologe
- Zimmermann, Alfred (1854–1910), deutscher Maler und Illustrator
- Zimmermann, Alfred (1859–1925), deutscher Kolonialpolitiker
- Zimmermann, Alfred (1889–1949), deutscher Politiker (CDU), MdL
- Zimmermann, Aljoscha (1944–2009), deutscher Pianist und Komponist
- Zimmermann, Alois (1871–1929), deutscher Entomologe
- Zimmermann, André (1939–2019), französischer Radrennfahrer
- Zimmermann, Andréa (* 1978), schweizerische Skibergsteigerin und Marathonläuferin
- Zimmermann, Andreas (* 1951), deutscher Prähistoriker
- Zimmermann, Andreas (* 1961), deutscher Völkerrechtler und Professor an der Universität Potsdam
- Zimmermann, Andreas (* 1966), Schweizer Theater- und Fernsehschauspieler
- Zimmermann, Andreas (* 1969), deutscher Fußballspieler und -trainer
- Zimmermann, Anja (* 1968), deutsche Kunsthistorikerin
- Zimmermann, Anna-Maria (* 1988), deutsche PopsängerinAnna-Maria Zimmermann (* 1988)

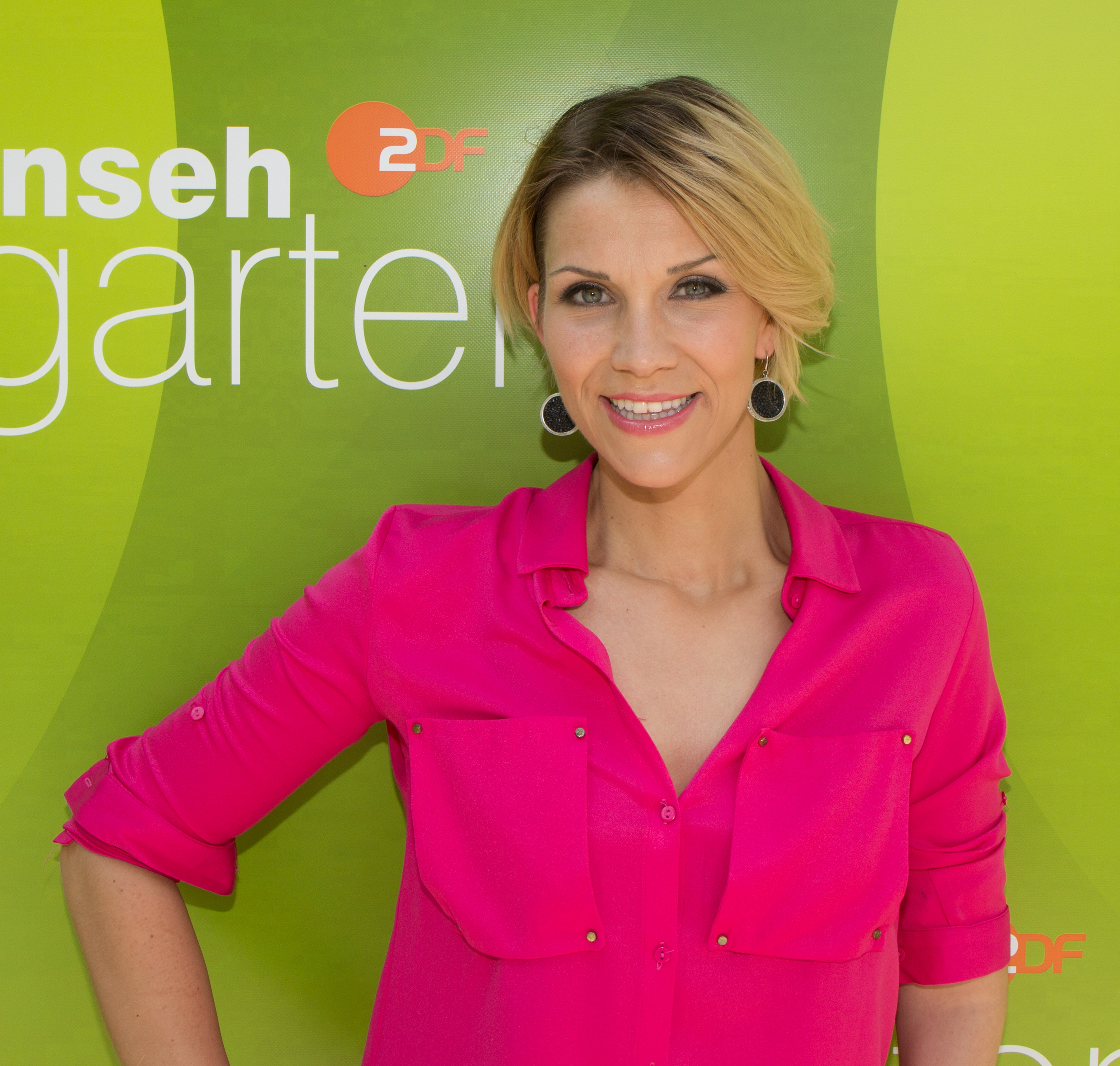
Anna-Maria Zimmermann (* 1988)

- Zimmermann, Anne (* 1987), deutsche Comic-Künstlerin und Illustratorin
- Zimmermann, Annemarie (* 1940), deutsche Sportlerin
- Zimmermann, Annika (* 1989), deutsche Fernsehmoderatorin und Journalistin
- Zimmermann, Anton († 1781), österreichischer Komponist der Vorklassik
- Zimmermann, Anton (1912–2001), österreichischer Politiker (SPÖ), Mitglied des Bundesrates
- Zimmermann, Armin (1917–1976), deutscher Admiral
- Zimmermann, Armin (* 1969), deutscher Informatiker
- Zimmermann, Arnold (1872–1951), Schweizer evangelischer Geistlicher und Heimatforscher
- Zimmermann, Arnold (1922–2015), deutscher Politiker (SPD, SED, PDS, Die Linke)
- Zimmermann, Arthur (1864–1940), deutscher Konsularbeamter und PolitikerArthur Zimmermann (1864–1940)

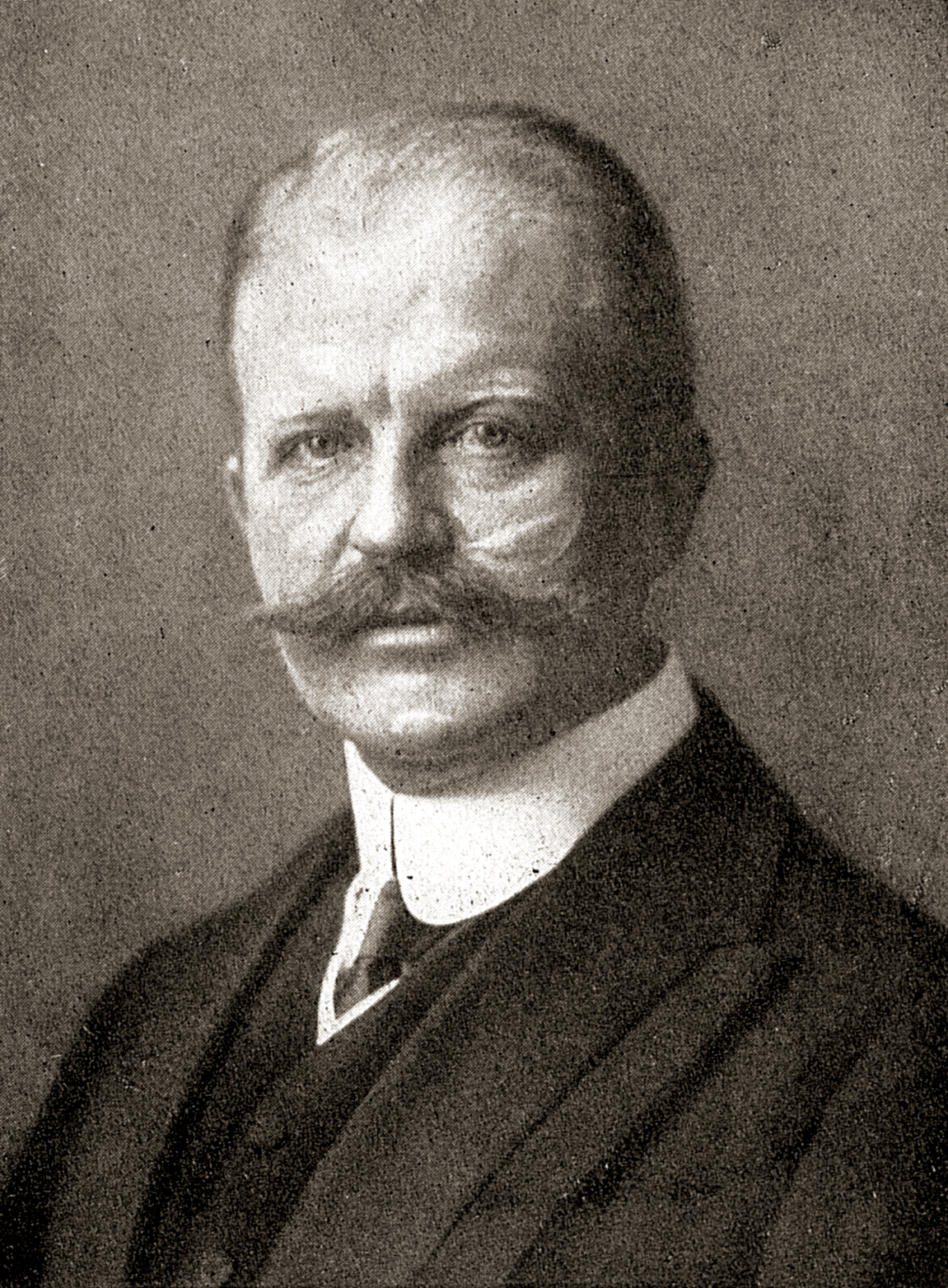
Arthur Zimmermann (1864–1940)

- Zimmermann, Arthur (* 1948), Schweizer Sozial- und Kulturwissenschaftler
- Zimmermann, Artur (* 1984), deutscher Fußballspieler

###### Zimmermann, B
- Zimmermann, Balthasar (* 1570), kursächsischer Landvermesser und Kartograf
- Zimmermann, Balthasar (1895–1937), Schweizer Pilot, Swissair-Gründer und Zürcher Nationalrat
- Zimmermann, Barbara (* 1948), deutsche Tischtennisspielerin
- Zimmermann, Barbara (* 1950), deutsche Journalistin und Schriftstellerin
- Zimmermann, Bastian (* 1984), deutscher Badmintonspieler
- Zimmermann, Ben (* 1976), deutscher Schauspieler
- Zimmermann, Bénédicte (* 1965), französische Soziologin und Hochschullehrerin
- Zimmermann, Benedikt (* 1987), deutscher Schauspieler
- Zimmermann, Berchtold, Schweizer Mönch und Bibliothekar des Klosters St. Gallen
- Zimmermann, Bernd (1946–2018), deutscher Mathematikdidaktiker und Hochschullehrer
- Zimmermann, Bernd (* 1951), deutscher Nordischer Kombinierer
- Zimmermann, Bernd (* 1952), deutscher Fußballspieler
- Zimmermann, Bernd Alois (1918–1970), deutscher Komponist
- Zimmermann, Bernhard (1880–1969), deutscher römisch-katholischer Priester und Schulleiter
- Zimmermann, Bernhard (1886–1952), deutscher Sportpädagoge
- Zimmermann, Bernhard (* 1952), deutscher Informatiker sowie Kommunalpolitiker (Bündnis 90/Die Grünen)
- Zimmermann, Bernhard (* 1955), deutscher Klassischer Philologe
- Zimmermann, Bernhard (* 2002), österreichischer Fußballspieler
- Zimmermann, Berta (1902–1937), Schweizer Kommunistin
- Zimmermann, Bettina (* 1975), deutsche Schauspielerin, Model und SynchronsprecherinBettina Zimmermann (* 1975)

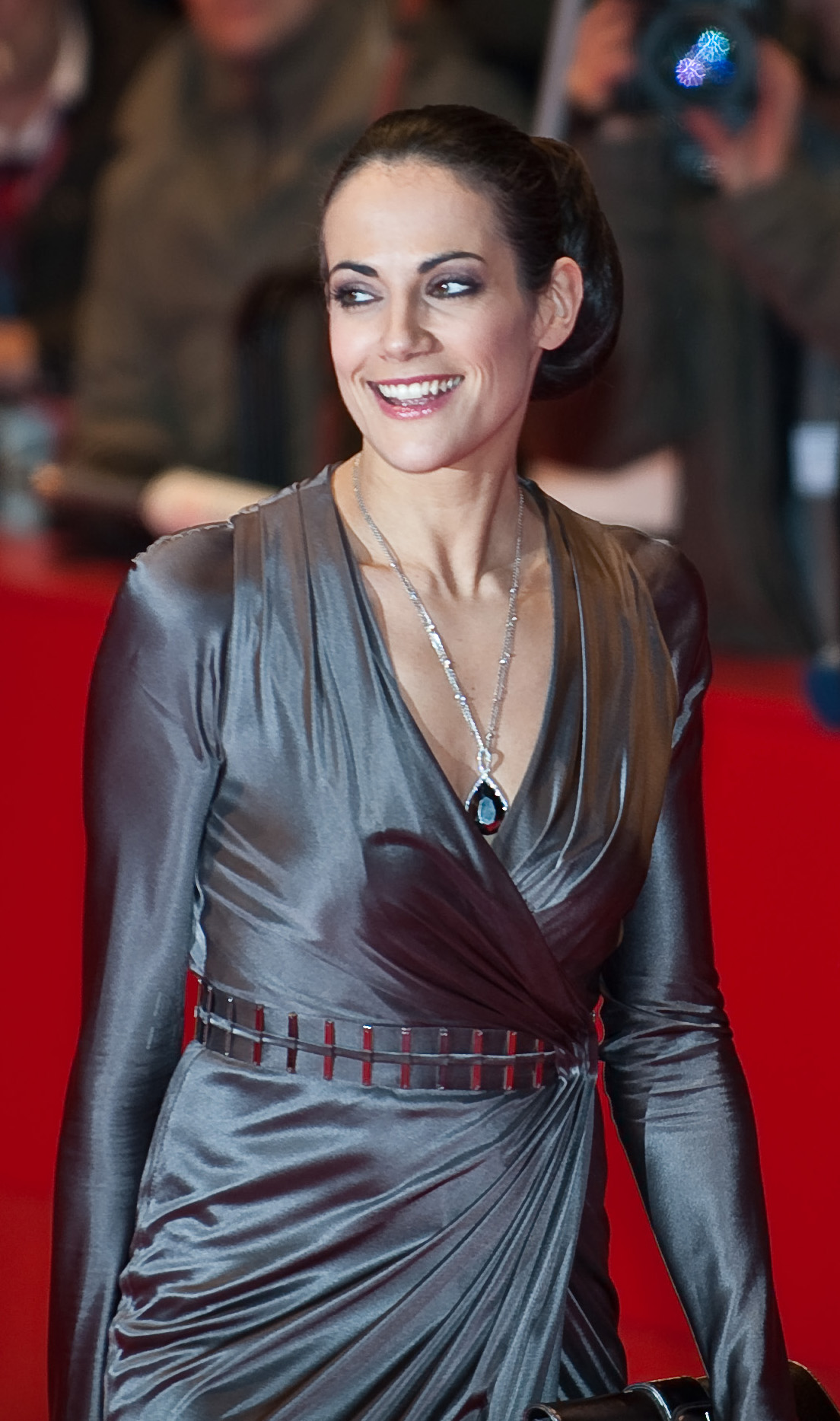
Bettina Zimmermann (* 1975)

- Zimmermann, Bodo (1886–1963), deutscher Generalleutnant im Zweiten Weltkrieg
- Zimmermann, Bodo (1902–1945), deutscher Künstler
- Zimmermann, Brigitte (* 1939), deutsche Journalistin
- Zimmermann, Bruno (* 1995), deutscher Handballspieler

###### Zimmermann, C
- Zimmermann, Carl (1813–1889), preußischer Generalmajor und Kartograf
- Zimmermann, Carl (1825–1873), deutscher Holzstecher, Illustrator und Unternehmer
- Zimmermann, Carl (1863–1930), deutscher Landschafts-, Tier- und Jagdmaler
- Zimmermann, Carl (1864–1949), preußischer Offizier, Kommandeur der Schutztruppe für Kamerun
- Zimmermann, Carl Eugen (1828–1902), deutscher Baumeister und Beigeordneter Bürgermeister der Stadt Aachen
- Zimmermann, Carl Ferdinand (1816–1889), Schweizer Geistlicher, Lehrer, Orientalist und Palästinaforscher
- Zimmermann, Carl Friedrich (1817–1898), deutscher Instrumentenbauer
- Zimmermann, Carl Johann Christian (1831–1911), deutscher Architekt und Baubeamter
- Zimmermann, Carl Wilhelm (1782–1856), Präsident des Gesamtministeriums Großherzogtum Hessen
- Zimmermann, Carsten (* 1968), deutscher Autor
- Zimmermann, Carsten-Pieter (* 1978), österreichischer Fernsehmoderator
- Zimmermann, Cathy (* 1981), österreichische FernsehmoderatorinCathy Zimmermann (* 1981)

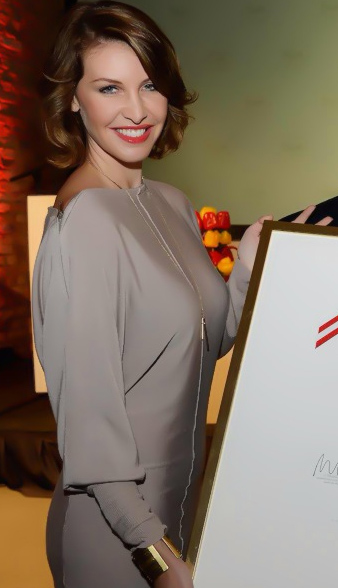
Cathy Zimmermann (* 1981)

- Zimmermann, Charly (* 1939), deutscher Offizier und Hubschrauberpilot
- Zimmermann, Christa-Maria (* 1943), österreichische Schriftstellerin
- Zimmermann, Christian (1759–1842), deutscher Fabrikant von Strick- und Wirkwaren
- Zimmermann, Christian (1774–1832), Generalmajor im Großherzogtum Hessen
- Zimmermann, Christian (* 1961), deutsch-palästinensischer Unternehmer und Dressurreiter
- Zimmermann, Christian von (* 1965), deutscher Germanist
- Zimmermann, Christiane (* 1962), deutsche evangelische Theologin
- Zimmermann, Christoph (1788–1844), nassauischer Politiker
- Zimmermann, Christoph (* 1993), deutscher Fußballspieler
- Zimmermann, Clemens (* 1951), deutscher Historiker
- Zimmermann, Clemens von (1788–1869), deutscher Maler
- Zimmermann, Cornelius (* 1962), deutscher Diplomat

###### Zimmermann, D
- Zimmermann, Daniel (* 1974), französischer Jazz- und Fusionmusiker (Posaune, Komposition)
- Zimmermann, Daniel (* 1982), deutscher Politiker (PETO), Bürgermeister der Stadt Monheim am Rhein
- Zimmermann, Daniel Ramin (* 1985), deutscher Schauspieler
- Zimmermann, Danielle (* 1974), deutsche Künstlerin
- Zimmermann, Denise (* 1988), deutsche Eiskunstläuferin
- Zimmermann, Dennis (* 1981), deutscher American-Football-Spieler
- Zimmermann, Diana (* 1971), deutsche Journalistin und Leiterin des ZDF-Studios in LondonDiana Zimmermann (* 1971)

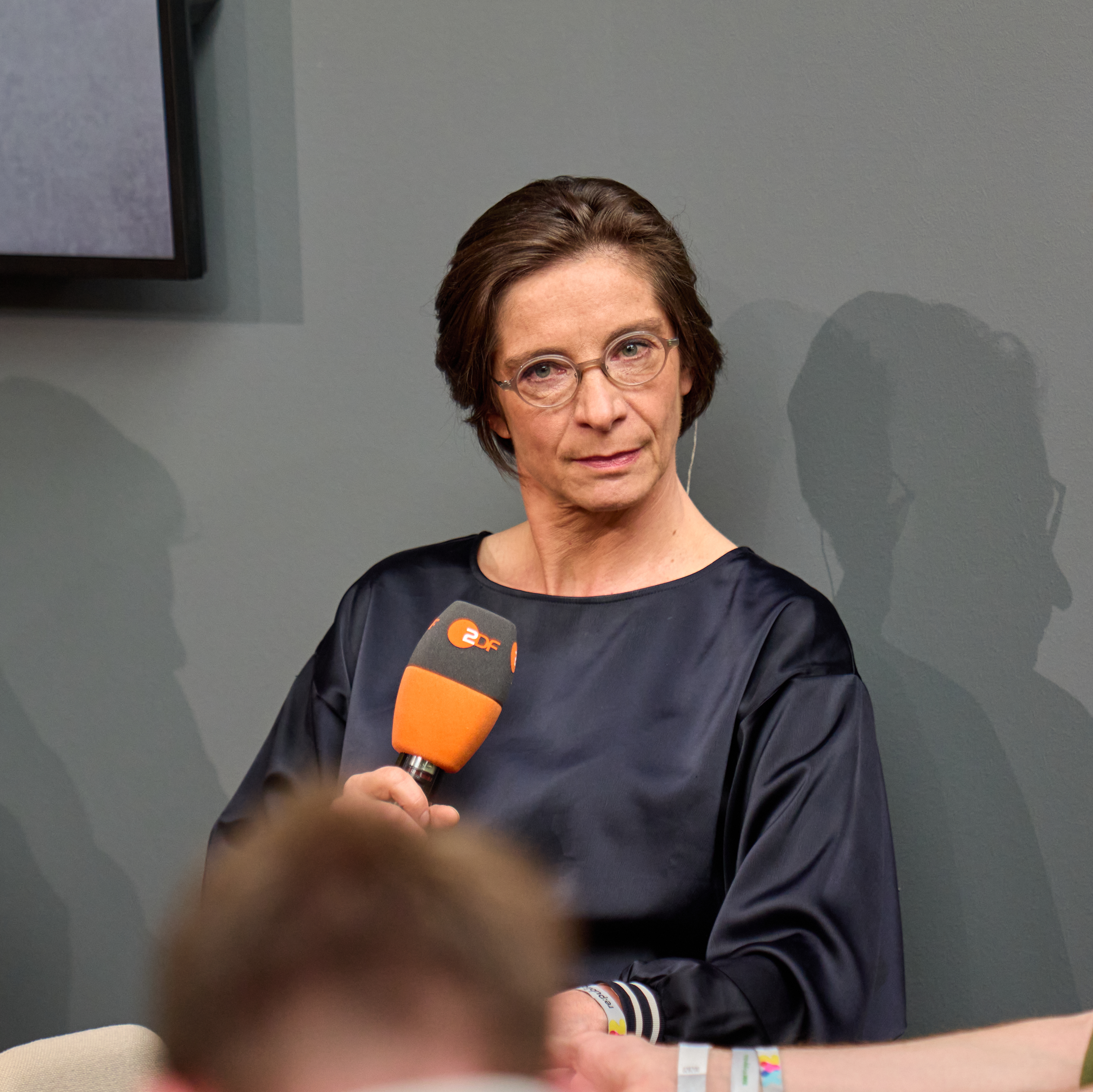
Diana Zimmermann (* 1971)

- Zimmermann, Dieter (* 1942), deutscher Maler und Grafiker
- Zimmermann, Dieter (1943–1978), deutscher Komponist, Arrangeur und Musikproduzent
- Zimmermann, Dominic (* 1975), kanadisch-deutscher Basketballspieler
- Zimmermann, Dominikus (1685–1766), deutscher Stuckateur und Baumeister des Rokoko

###### Zimmermann, E
- Zimmermann, Eberhard August Wilhelm von (1743–1815), deutscher Geograph und Naturhistoriker
- Zimmermann, Edith (* 1941), österreichische Skirennläuferin
- Zimmermann, Eduard (1811–1880), deutscher Jurist und Politiker (DFP), MdR
- Zimmermann, Eduard (1872–1949), Schweizer Bildhauer
- Zimmermann, Eduard (1874–1951), deutscher Heraldiker und Oberbaurat
- Zimmermann, Eduard (1929–2009), deutscher Fernsehmoderator und Sicherheitsexperte
- Zimmermann, Edwin (1948–2024), deutscher Ingenieur und Politiker (SPD), MdL
- Zimmermann, Egbert (* 1962), deutscher Fußballspieler und -trainer
- Zimmermann, Egon (1933–2016), österreichischer Skirennläufer
- Zimmermann, Egon (1939–2019), österreichischer SkirennläuferEgon Zimmermann (1939–2019)

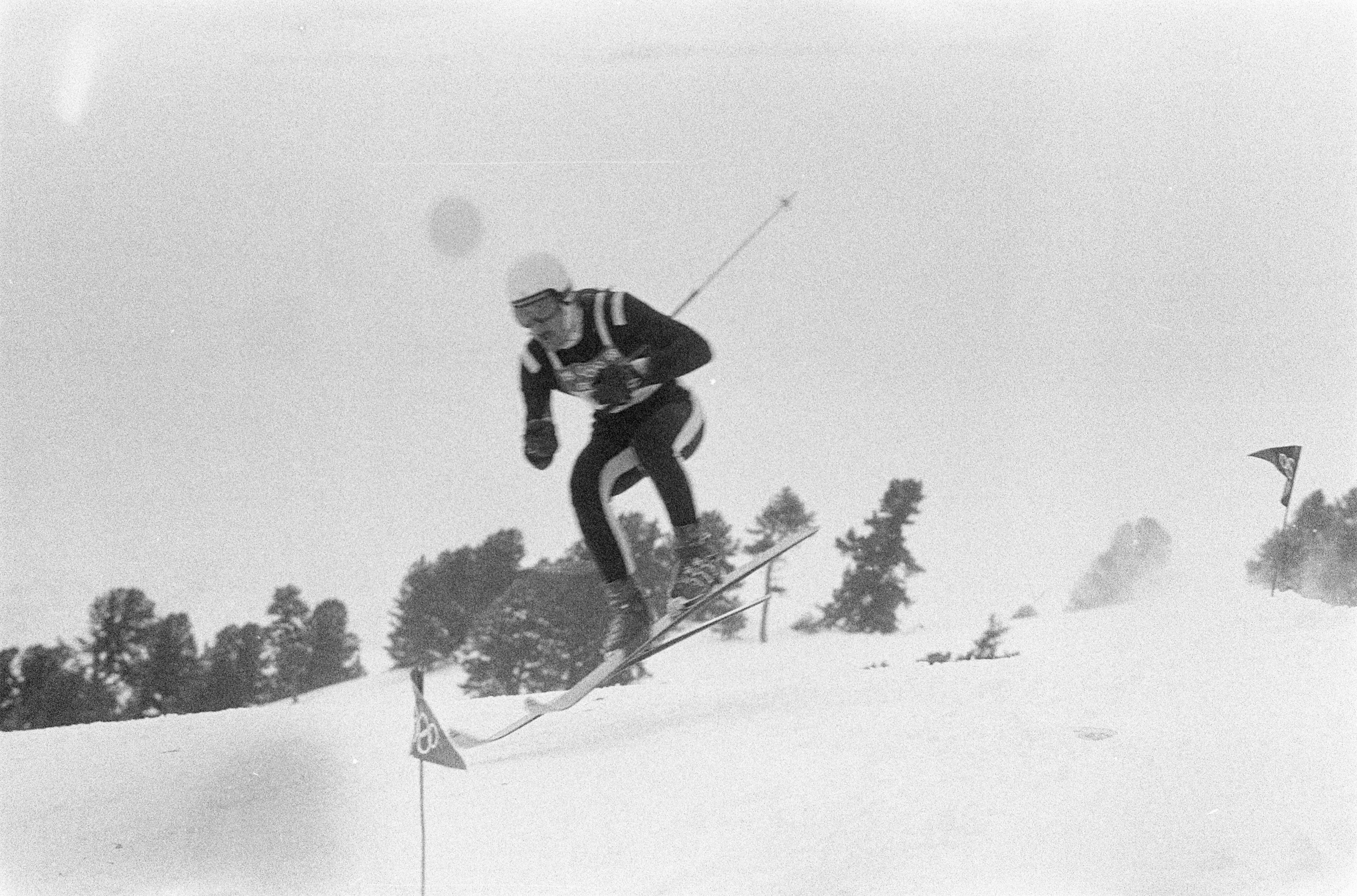
Egon Zimmermann (1939–2019)

- Zimmermann, Ekkart (* 1946), deutscher Soziologe und Politikwissenschaftler
- Zimmermann, Elfriede (* 1908), deutsche Schwimmerin
- Zimmermann, Eliane (* 1959), Heilpraktikerin, Aromatherapieexpertin, Autorin
- Zimmermann, Elke (1958–2019), deutsche Zoologin
- Zimmermann, Elke (* 1973), österreichische Politikerin (SPÖ), Abgeordnete zum Vorarlberger Landtag
- Zimmermann, Elmar (1930–1998), deutscher Lehrer, Heimatforscher, Autor und Künstler
- Zimmermann, Elsbeth, Schweizer Politikerin
- Zimmermann, Else (1907–1995), deutsche Politikerin (SPD), MdL, MdB
- Zimmermann, Elżbieta (1943–2007), polnische Germanistin, Mäzenin polnischer Kunst und Kultur und Förderin der deutsch-polnischen Aussöhnung
- Zimmermann, Emil (1850–1915), deutscher Gymnasiallehrer und Altphilologe
- Zimmermann, Emil (1858–1898), deutscher romantischer Maler
- Zimmermann, Emil (1876–1952), deutscher Generalleutnant
- Zimmermann, Emil (1884–1951), deutscher Jurist und Politiker, Oberbürgermeister von Gelsenkirchen
- Zimmermann, Emil (1885–1966), deutscher Politiker (SPD, USPD, SED), Landtagsabgeordneter in Oldenburg
- Zimmermann, Emil (1933–2019), deutscher Ethnomediziner
- Zimmermann, Erich (1882–1972), deutscher Schiffsbauingenieur und Politiker (DP), MdBB
- Zimmermann, Erich (1892–1968), deutscher Opernsänger (Tenor)
- Zimmermann, Erich (1912–1995), deutscher Bibliothekar
- Zimmermann, Ernst (1786–1832), evangelischer Theologe und großherzoglich hessischer Hofprediger
- Zimmermann, Ernst (1812–1877), deutscher Rechtslehrer und Instanzrichter
- Zimmermann, Ernst (1852–1901), deutscher Maler
- Zimmermann, Ernst (1854–1923), deutscher Natur- und Heimatforscher, Lehrer und Fossiliensammler
- Zimmermann, Ernst (1860–1944), deutscher Geologe
- Zimmermann, Ernst (1866–1940), deutscher Kunsthistoriker
- Zimmermann, Ernst (1882–1943), deutscher Geologe
- Zimmermann, Ernst (1929–1985), deutscher Verbandsfunktionär, Vorstandsvorsitzender der MTU Aero Engines, Mordopfer der RAF
- Zimmermann, Ernst Heinrich (1886–1971), deutscher Kunsthistoriker
- Zimmermann, Ernst Julius (1855–1929), Lehrer der Zeichenakademie und Historiker
- Zimmermann, Ernst Wilhelm (1752–1820), Präsident der Finanzkammer und Direktor der Generalkasse im Großherzogtum Hessen
- Zimmermann, Eugen (1862–1911), württembergischer Oberamtmann
- Zimmermann, Eugen (1907–1990), deutscher Maler und Kunsterzieher

###### Zimmermann, F
- Zimmermann, Falk (* 1971), deutscher Volleyball- und Beachvolleyballspieler
- Zimmermann, Felix (1874–1946), deutscher Schriftsteller, Journalist und Kunstkritiker
- Zimmermann, Felix (1886–1945), deutscher römisch-katholischer Geistlicher und Märtyrer
- Zimmermann, Felix (1933–2014), deutscher Politiker (CDU), Oberbürgermeister von Trier
- Zimmermann, Felix (* 1974), deutscher Journalist
- Zimmermann, Felix W. (* 1980), deutscher Journalist und Rechtsanwalt
- Zimmermann, Ferdinand (* 1804), deutscher Theaterschauspieler
- Zimmermann, Ferdinand Friedrich (1898–1967), deutscher Journalist und Publizist
- Zimmermann, Frank (* 1955), deutscher Leichtathlet
- Zimmermann, Frank (* 1957), deutscher Politiker (SPD), MdA
- Zimmermann, Frank (* 1959), deutscher Architekt
- Zimmermann, Frank (* 1969), deutscher Fußballspieler
- Zimmermann, Frank Peter (* 1965), deutscher ViolinistFrank Peter Zimmermann (* 1965)

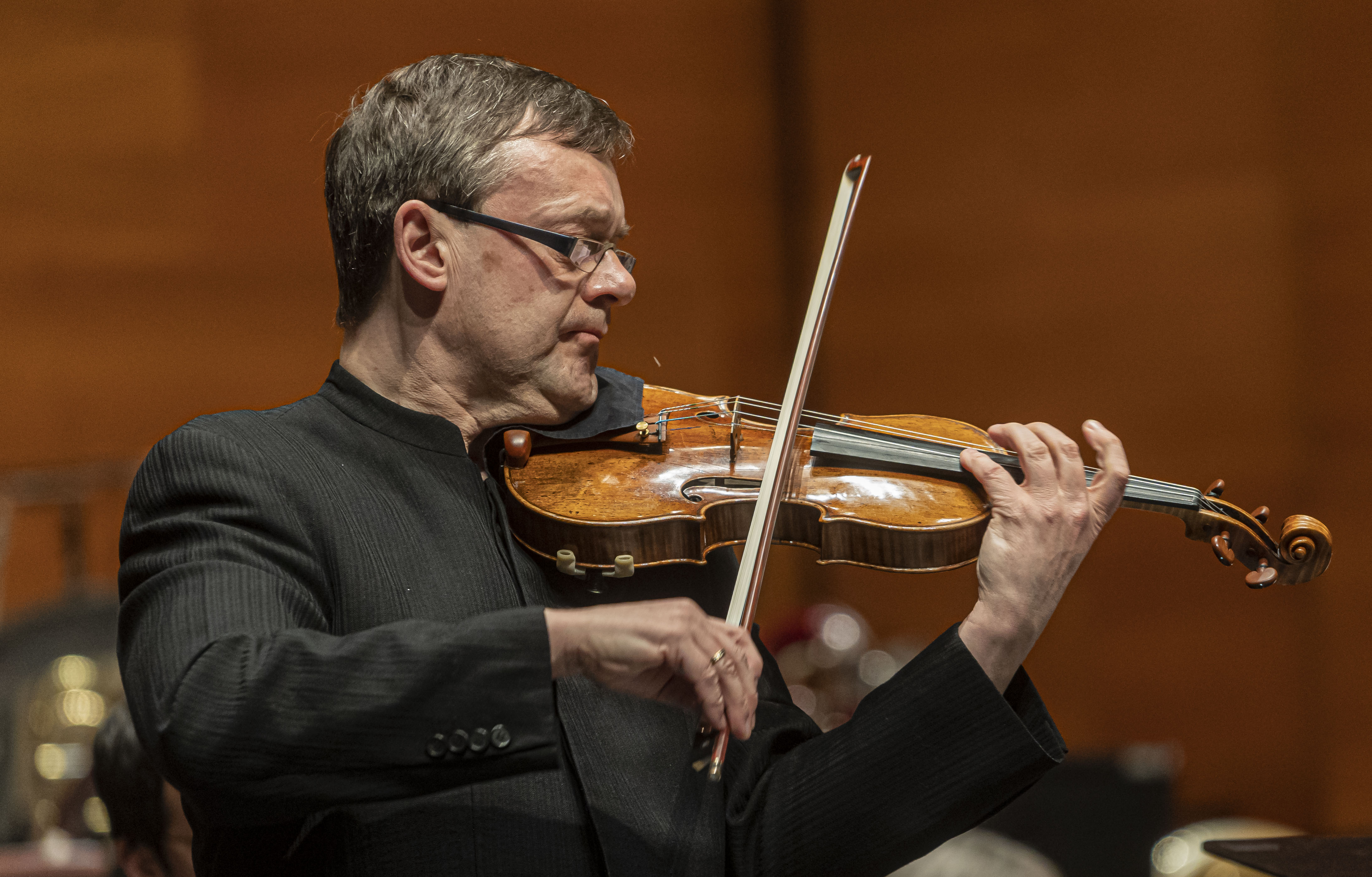
Frank Peter Zimmermann (* 1965)

- Zimmermann, Franz (1850–1935), siebenbürgisch-sächsischer Archivar, Historiker und Politiker
- Zimmermann, Franz (1864–1956), österreichischer Maler
- Zimmermann, Franz (1891–1962), deutscher Klassischer Philologe
- Zimmermann, Franz (1906–1979), deutscher Schauspieler und Hörspielregisseur
- Zimmermann, Franz Dominikus († 1786), deutscher Stuckateur und Bauhandwerker
- Zimmermann, Franz Xaver (1876–1959), österreichischer Schriftsteller
- Zimmermann, Frederick (1906–1967), US-amerikanischer Kontrabassist und Musikpädagoge
- Zimmermann, Friederike (* 1978), deutsche Psychologin
- Zimmermann, Friedrich (1852–1917), deutscher Journalist und Buddhist
- Zimmermann, Friedrich (1855–1928), deutscher Botaniker
- Zimmermann, Friedrich (1925–2012), deutscher Politiker (CSU), MdB und BundesministerFriedrich Zimmermann (1925–2012)

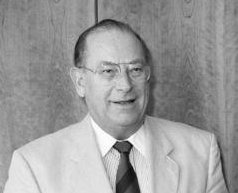
Friedrich Zimmermann (1925–2012)

- Zimmermann, Friedrich Albert (1745–1815), schlesischer Geograph und Verfasser topographisch-regionalhistorischer Werke
- Zimmermann, Friedrich August (1805–1876), deutscher Maler und Lithograph
- Zimmermann, Friedrich von (1777–1839), preußischer Generalmajor, Kommandant der Festung Schweidnitz
- Zimmermann, Friedrich W. (* 1939), deutscher Journalist, Autor und Regisseur
- Zimmermann, Friedrich Wilhelm (1826–1887), deutscher Kupferstecher
- Zimmermann, Fritz (1905–1993), österreichischer Jurist und Historiker
- Zimmermann, Fritz (1929–2015), deutscher Fußballspieler
- Zimmermann, Fritz (* 1931), deutscher Fechter, deutscher Meister und Olympiateilnehmer

###### Zimmermann, G
- Zimmermann, Gabriele, deutsche Fußballtorhüterin
- Zimmermann, Georg (1808–1871), hessischer Kabinettsdirektor
- Zimmermann, Georg (1855–1919), sächsischer Mundartdichter
- Zimmermann, Georg (1897–1958), österreichischer Politiker und Minister (ÖVP)
- Zimmermann, Georg (* 1968), deutscher Jurist und Richter am Bundesgerichtshof
- Zimmermann, Georg (* 1997), deutscher RadrennfahrerGeorg Zimmermann (* 1997)

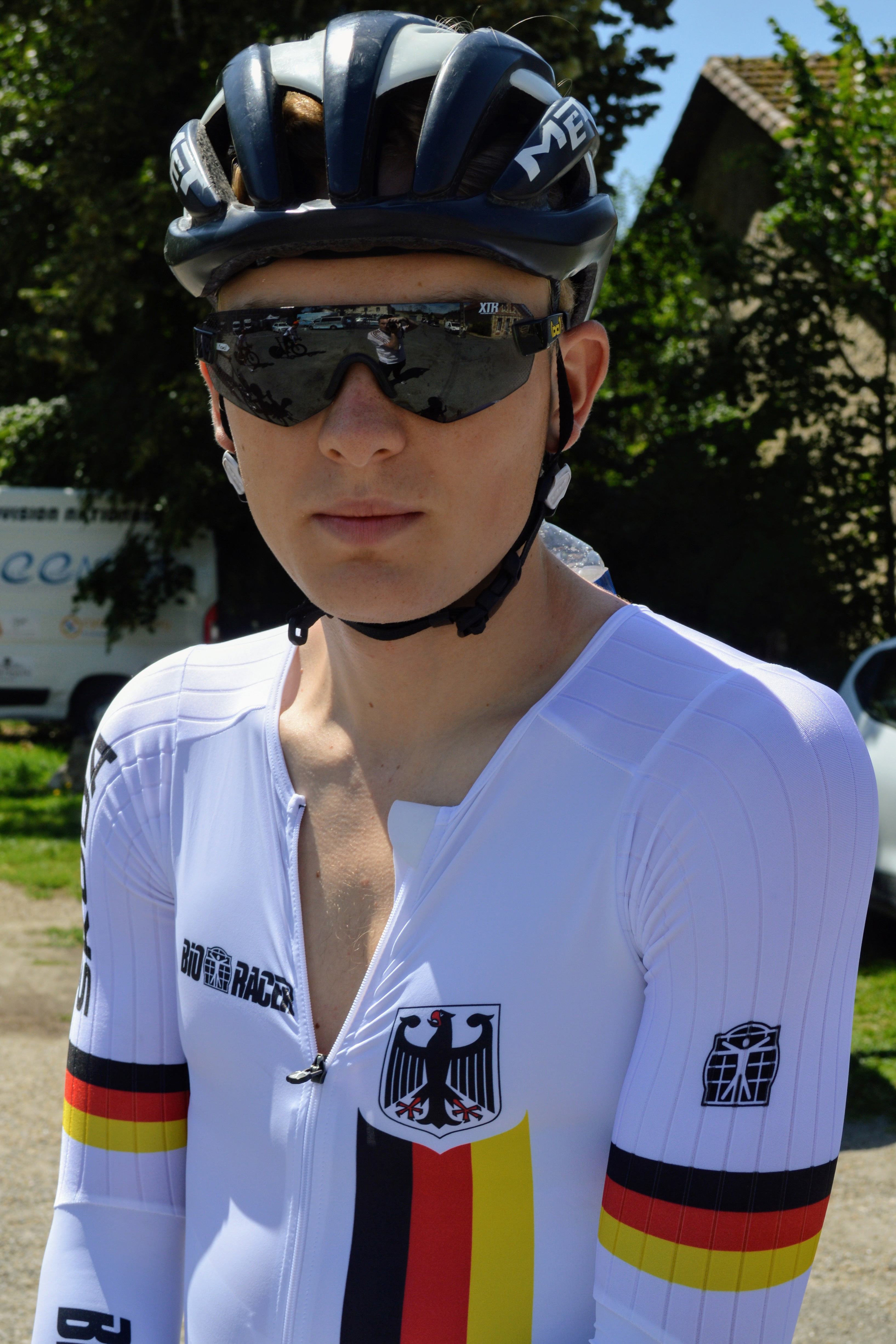
Georg Zimmermann (* 1997)

- Zimmermann, Georg Friedrich (1916–1984), deutscher römisch-katholischer Priester, Kirchenmusiker und Diözesanmusikdirektor
- Zimmermann, Georg Rudolf (1825–1900), Schweizer evangelischer Geistlicher und Heimatforscher
- Zimmermann, Gerd (1924–2013), deutscher Mittelalterhistoriker
- Zimmermann, Gerd (* 1946), deutscher Architekt und Hochschullehrer
- Zimmermann, Gerd (* 1947), deutscher Politiker (CDU), MdL
- Zimmermann, Gerd (1949–2022), deutscher Fußballspieler
- Zimmermann, Gerd (* 1951), deutscher Fußballschiedsrichter
- Zimmermann, Gerhard (1909–1994), deutscher Archivar
- Zimmermann, Gerhard (1927–1989), deutscher Politiker (SED), Minister für Schwermaschinen- und Anlagenbau der DDR
- Zimmermann, Gerhard (* 1942), deutscher Eisschnellläufer
- Zimmermann, Germo (* 1983), deutscher Sozialwissenschaftler und Hochschullehrer
- Zimmermann, Gert (1951–2020), deutscher SportjournalistGert Zimmermann (1951–2020)

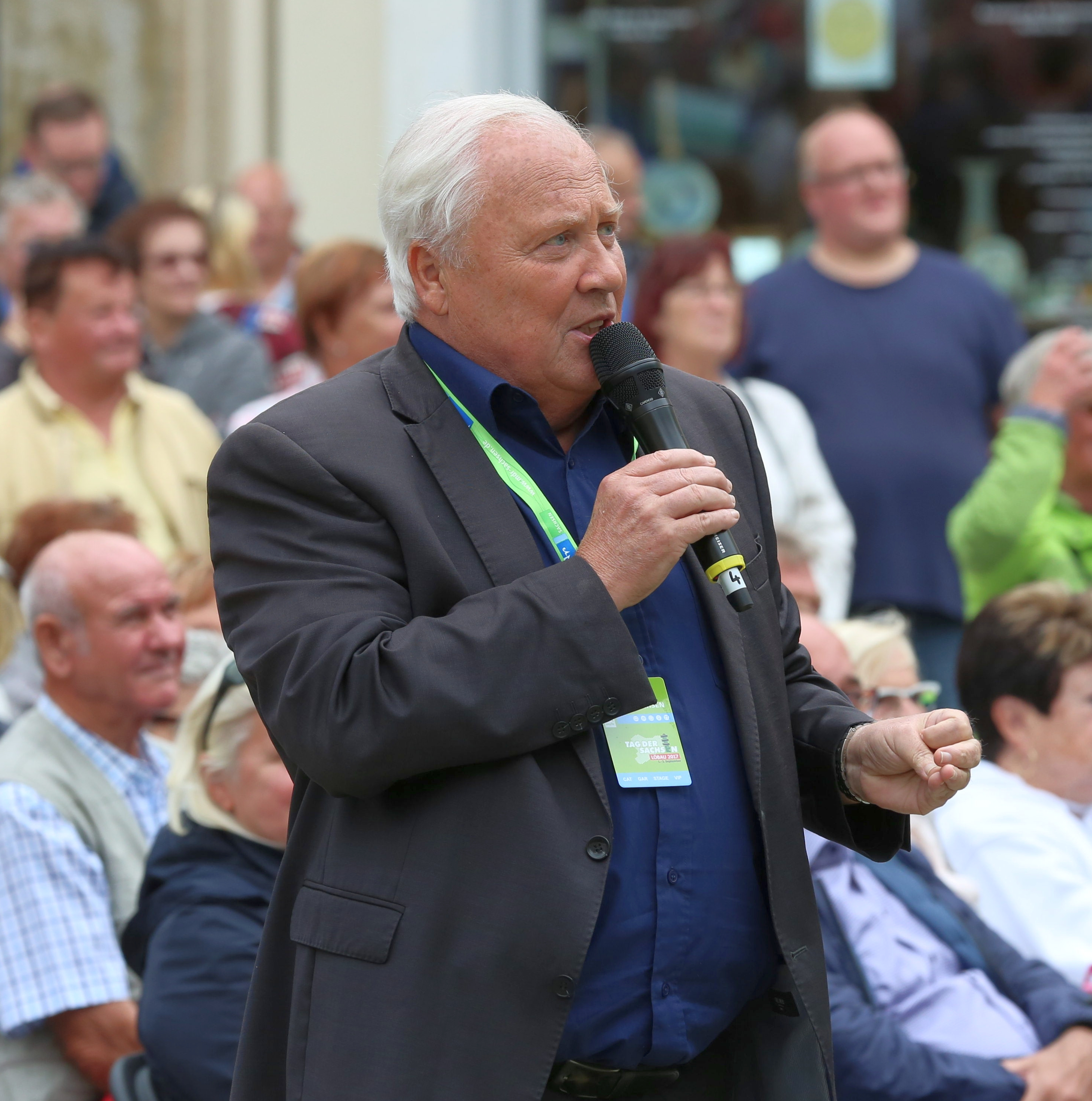
Gert Zimmermann (1951–2020)

- Zimmermann, Gottfried (1670–1723), deutscher Verleger in Wittenberg und Zerbst
- Zimmermann, Guido (* 1961), deutscher Schauspieler, Synchronsprecher, Off-Sprecher sowie Hörbuch- und Hörspielsprecher
- Zimmermann, Guido (* 1978), deutscher Streetart-Künstler
- Zimmermann, Günter (1914–1972), deutscher Altamerikanist
- Zimmermann, Günther (* 1935), deutscher Romanist
- Zimmermann, Gustav (1808–1874), deutscher Politiker und Publizist
- Zimmermann, Gustav (1817–1866), deutscher Militärarzt
- Zimmermann, Gustav (1882–1970), deutscher Kommunalpolitiker
- Zimmermann, Gustav (1888–1949), deutscher Politiker (SPD), MdL, MdPR

###### Zimmermann, H
- Zimmermann, Hanna (* 1988), deutsche Moderatorin und Redakteurin
- Zimmermann, Hans (1881–1961), deutscher Maler
- Zimmermann, Hans (1887–1954), deutscher Architekt
- Zimmermann, Hans (1901–1976), Schweizer Regisseur
- Zimmermann, Hans (1906–1984), deutscher Politiker (NSDAP), MdRHans Zimmermann (1906–1984)

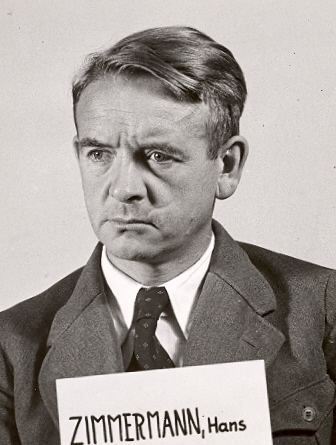
Hans Zimmermann (1906–1984)

- Zimmermann, Hans (1920–1994), deutscher Karnevalist
- Zimmermann, Hans (1929–2005), deutscher Schauspieler und Regisseur
- Zimmermann, Hans (1948–2015), deutscher Politiker (CDU), MdVK, MdB
- Zimmermann, Hans Dieter (* 1940), deutscher Literaturwissenschaftler und Publizist
- Zimmermann, Hans-Günther (* 1951), deutscher Jugendbuchautor
- Zimmermann, Hans-Joachim (1925–2009), deutscher Politiker (CDU), MdL
- Zimmermann, Hans-Joachim (1933–2022), deutscher Anglist
- Zimmermann, Hans-Jürgen (* 1934), deutscher Ingenieur und Wirtschaftswissenschaftler
- Zimmermann, Hans-Jürgen (* 1942), deutscher Politiker (Neues Forum, Bündnis 90/Die Grünen), Bürgermeister von Ludwigslust
- Zimmermann, Hans-Jürgen (1947–2017), deutscher Maler, Bildhauer und Freimaurer
- Zimmermann, Harald (1926–2020), deutscher Historiker
- Zimmermann, Harald H. (1941–2019), deutscher Informationswissenschaftler und Hochschullehrer
- Zimmermann, Harf (* 1955), deutscher Fotograf
- Zimmermann, Harm-Peer (* 1958), deutscher Volkskundler
- Zimmermann, Harro (* 1949), deutscher Literaturwissenschaftler, Publizist und Rundfunkredakteur bei Radio Bremen
- Zimmermann, Heidi (* 1946), österreichische Skirennläuferin
- Zimmermann, Heinrich (1741–1805), deutscher Seefahrer, Teilnehmer der letzten Reise von James CookHeinrich Zimmermann (1741–1805)

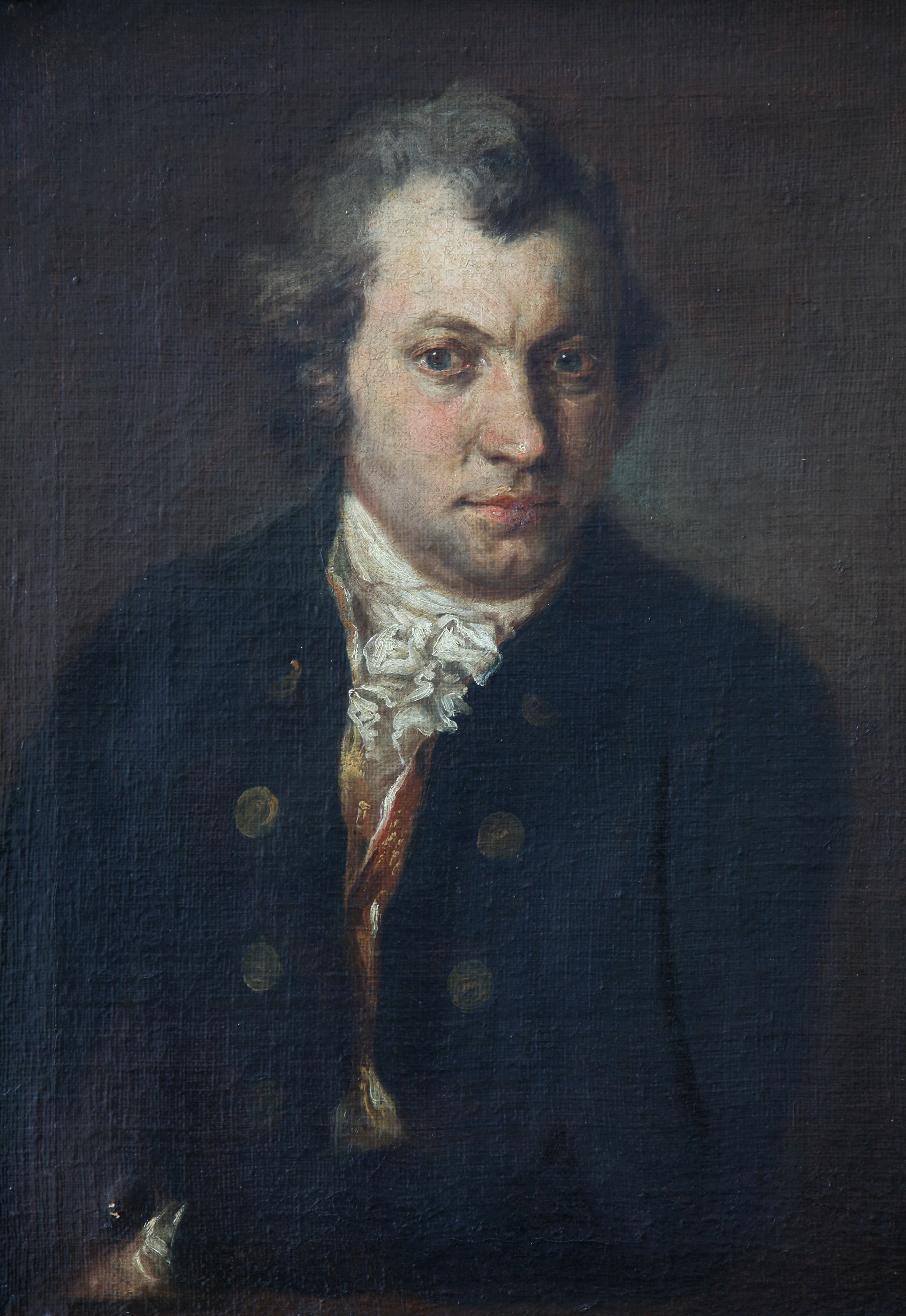
Heinrich Zimmermann (1741–1805)

- Zimmermann, Heinrich (1822–1910), Mitglied des Preußischen Abgeordnetenhauses
- Zimmermann, Heinrich († 1942), Tierschützer
- Zimmermann, Heinrich (1893–1963), deutscher Landwirt und Politiker (DP), MdL, MdB
- Zimmermann, Heinrich (1915–1980), deutscher Theologe und Neutestamentler
- Zimmermann, Heinrich († 1948), deutscher Regierungsrat und Film-Begutachter
- Zimmermann, Heinrich August Wilhelm von (1807–1878), österreichischer Militärarzt
- Zimmermann, Heinrich Wilhelm (1805–1841), deutscher Genre- und Porträtmaler
- Zimmermann, Heinz (1882–1968), österreichischer Politiker und Friseurmeister, Landtagsabgeordneter zum Vorarlberger Landtag
- Zimmermann, Heinz, deutscher Radsportler
- Zimmermann, Heinz Werner (1930–2022), deutscher Komponist
- Zimmermann, Helmut (1924–2013), deutscher Archivar, Stadtgeschichts- und Familienforscher und Autor
- Zimmermann, Helmut (1926–2011), deutscher Astronom
- Zimmermann, Helmut (* 1926), deutscher Architekt, Naturschützer und Zoologe
- Zimmermann, Helmut (* 1948), österreichischer Politiker (SPÖ), Landtagsabgeordneter in Vorarlberg
- Zimmermann, Henrik (* 1973), Schweizer Schauspieler
- Zimmermann, Herbert (1907–1965), deutscher Jurist, Rechtsanwalt und SS-Obersturmbannführer
- Zimmermann, Herbert (1917–1966), deutscher Radio-Reporter
- Zimmermann, Herbert (1928–2016), deutscher Chemiker
- Zimmermann, Herbert (* 1944), deutscher Neurowissenschaftler
- Zimmermann, Herbert (* 1954), deutscher Fußballspieler
- Zimmermann, Hermann (1845–1935), deutscher Bauingenieur
- Zimmermann, Hermann (1856–1902), deutscher Richter und Mitglied des Preußischen Abgeordnetenhauses
- Zimmermann, Hilde (1920–2002), österreichische Widerstandskämpferin, Zeitzeugin und politische Aktivistin
- Zimmermann, Hildegard (1890–1932), deutsche Kunsthistorikerin
- Zimmermann, Holmes (1900–1957), deutscher Schauspieler
- Zimmermann, Horst (1934–2025), deutscher Finanzwissenschaftler und Hochschullehrer
- Zimmermann, Horst (* 1936), deutscher FDGB- und SED-Funktionär
- Zimmermann, Horst (* 1938), deutscher Fußballspieler
- Zimmermann, Hubert (* 1964), deutscher Politikwissenschaftler und Historiker
- Zimmermann, Hugo (1892–1964), belgischer Verwaltungsbeamter und langjähriger Bürgermeister von Eupen

###### Zimmermann, I
- Zimmermann, Ignaz Franz (1777–1843), österreichischer Geistlicher, Bischof von Lavant
- Zimmermann, Ingo (* 1940), deutscher Journalist, Schriftsteller, Librettist und Politiker (DDR-CDU, CDU), MdL
- Zimmermann, Ingrid (* 1959), deutsche Fußballspielerin und -trainerin
- Zimmermann, Ino (* 1925), deutsche Grafikerin und Illustratorin
- Zimmermann, Irene (* 1955), deutsche Jugendbuchautorin

###### Zimmermann, J
- Zimmermann, Jacob Friedrich (1831–1894), deutscher Kaufmann und Mitglied des Preußischen Abgeordnetenhauses
- Zimmermann, Jakob (1842–1922), Schweizer Gastwirt und Politiker (FDP)
- Zimmermann, Jan (* 1965), deutscher Historiker und Autor
- Zimmermann, Jan (* 1979), deutscher Fußballtrainer
- Zimmermann, Jan (* 1985), deutscher Fußballtorwart und TorwarttrainerJan Zimmermann (* 1985)

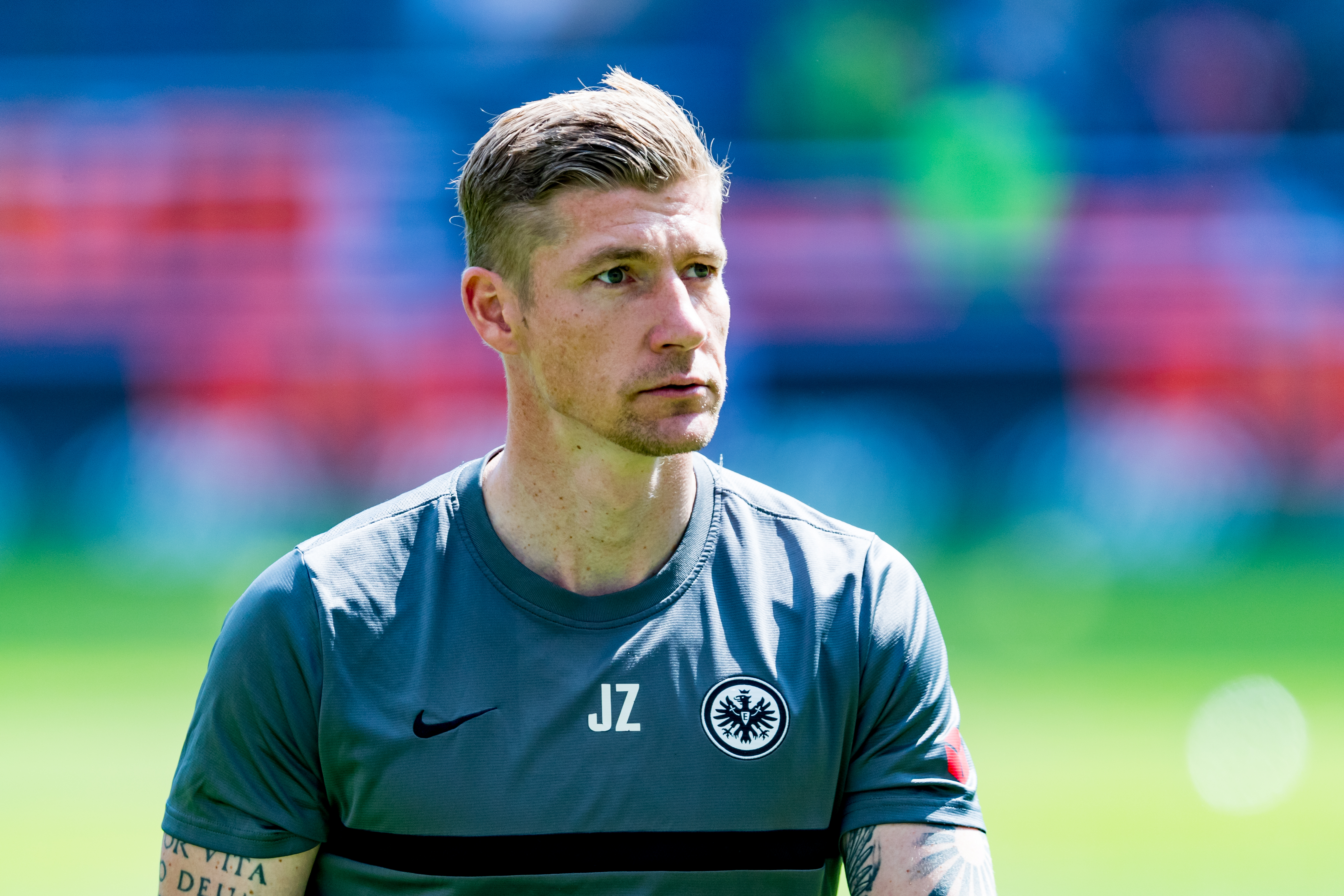
Jan Zimmermann (* 1985)

- Zimmermann, Jan (* 1993), deutscher Volleyballspieler
- Zimmermann, Jens (* 1947), deutscher Brigadegeneral der Bundeswehr
- Zimmermann, Jens (* 1967), deutscher Sportschütze
- Zimmermann, Jens (* 1969), deutscher Musiker und DJ
- Zimmermann, Jens (* 1972), deutscher Sportmoderator, Entertainer und Manager von Athleten
- Zimmermann, Jens (* 1981), deutscher Politiker (SPD)
- Zimmermann, Jérémie (* 1978), französischer Informatiker und Mitbegründer der Pariser NGO La Quadrature du Net
- Zimmermann, Joachim Johann Daniel (1710–1767), deutscher Theologe und Kirchendichter
- Zimmermann, Johann (1749–1804), Schweizer Graveur und Holzstecher
- Zimmermann, Johann Baptist (1680–1758), deutscher Maler und Stuckateur des Barock
- Zimmermann, Johann Christian (1786–1853), Oberbergrat und stellv. Berghauptmann des Berg- und Forstamts Clausthal
- Zimmermann, Johann Christoph (1668–1727), deutscher Buchhändler und Verleger
- Zimmermann, Johann Franz August († 1774), Zimmerergeselle
- Zimmermann, Johann Georg (1680–1734), deutscher Postkommissar
- Zimmermann, Johann Georg (1728–1795), Schweizer Arzt, Gelehrter, Philosoph und SchriftstellerJohann Georg Zimmermann (1728–1795)

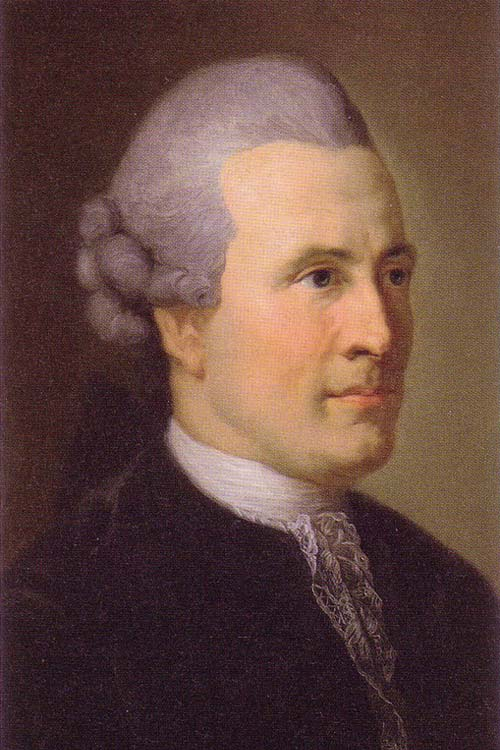
Johann Georg Zimmermann (1728–1795)

- Zimmermann, Johann Jacob (1642–1693), deutscher Astronom, Mathematiker und Schriftsteller
- Zimmermann, Johann Jakob (1695–1756), Schweizer evangelischer Geistlicher und Hochschullehrer
- Zimmermann, Johann Liborius (1702–1734), deutscher evangelischer Theologe
- Zimmermann, Johann Lorenz (1762–1834), deutscher reformierter Theologe und Hochschullehrer
- Zimmermann, Johann von (1820–1901), deutscher Erfinder und Unternehmer, Gründer einer Werkzeugmaschinenfabrik
- Zimmermann, Johannes (1825–1876), deutscher evangelischer Missionar, Sprachforscher und Bibelübersetzer in Ghana
- Zimmermann, Johannes (1885–1937), russlanddeutscher römisch-katholischer Geistlicher und Märtyrer
- Zimmermann, Johannes (* 1961), liechtensteinischer Politiker
- Zimmermann, Johannes (* 1965), deutscher evangelischer Theologe
- Zimmermann, Johannes (* 1980), deutscher Psychologe
- Zimmermann, Johannes-Friedrich (1882–1942), estnischer Politiker, Mitglied des Riigikogu
- Zimmermann, John (* 1968), deutscher Militärhistoriker und Oberstleutnant
- Zimmermann, Jörg (1933–1994), Schweizer Theatermaler, Kostüm- und Bühnenbildner
- Zimmermann, Jörg (* 1944), deutscher Diplomat
- Zimmermann, Jörg (* 1946), deutscher Philosoph
- Zimmermann, Jörg F. (* 1940), deutscher Glaskünstler
- Zimmermann, Josef, deutscher Fußballspieler
- Zimmermann, Josef (1871–1929), deutscher Politiker der SPD und Polizeipräsident
- Zimmermann, Josef (1901–1976), deutscher Weihbischof
- Zimmermann, Josef (1906–1998), deutscher Organist und Hochschullehrer
- Zimmermann, Josef (1939–2018), Schweizer römisch-katholischer Geistlicher, Domherr, Generalvikar des Bistums Sitten
- Zimmermann, Joseph (1849–1921), Schweizer Missionar
- Zimmermann, Joseph (1923–1988), Schweizer Priester, Bischof von Morombe
- Zimmermann, Joseph Anton (1705–1797), deutscher Kupferstecher
- Zimmermann, Joseph Ignaz (1737–1797), Schweizer Pädagoge und Jesuit
- Zimmermann, Julia (* 1969), deutsche Altgermanistin
- Zimmermann, Julius (1824–1906), deutscher Porträt- und Historienmaler
- Zimmermann, Julius (1834–1902), deutscher Kommunalpolitiker und Bürgermeister
- Zimmermann, Julius Heinrich (1851–1922), deutscher Musikinstrumentenhersteller und Politiker (NLP), MdR
- Zimmermann, Jutta (* 1963), deutsche Anglistin

###### Zimmermann, K
- Zimmermann, Karin (* 1964), deutsche Mediävistin und Leiterin der Handschriftenabteilung der UB Heidelberg
- Zimmermann, Karl, deutscher Fußballspieler
- Zimmermann, Karl (1803–1877), deutscher evangelischer Theologe
- Zimmermann, Karl (1863–1916), deutscher Konteradmiral der Kaiserlichen Marine
- Zimmermann, Karl (1863–1936), deutscher Pädagoge und Heimatforscher
- Zimmermann, Karl (1885–1943), deutscher Fotograf
- Zimmermann, Karl (* 1889), deutscher Rassentheoretiker (NSDAP)
- Zimmermann, Karl (1894–1981), deutscher Politiker (FDP)
- Zimmermann, Karl (1932–1987), deutscher Fußballfunktionär
- Zimmermann, Karl (1943–2018), Schweizer Archäologe und Museumskurator
- Zimmermann, Karl (* 1951), deutscher Politiker (CDU), MdL
- Zimmermann, Karl Friedrich († 1823), Schweizer Politiker
- Zimmermann, Karl Gottfried (1796–1876), deutscher Arzt und Geologe
- Zimmermann, Karl Ludwig Alexander (1770–1835), Pfarrer, Superintendent, Pädagoge, Bürgermeister
- Zimmermann, Karl Ludwig Heinrich (1806–1860), Kreisrat im Großherzogtum Hessen
- Zimmermann, Karl-August (1927–2004), deutscher Eisenhüttenmann und Manager der deutschen Stahlindustrie
- Zimmermann, Karl-Heinz (1956–2023), deutscher Mathematiker/Informatiker und Hochschullehrer
- Zimmermann, Katharina (1933–2022), Schweizer Schriftstellerin
- Zimmermann, Katharina von (1756–1781), Bekannte Goethes
- Zimmermann, Kathrin (* 1966), deutsche Schwimmerin
- Zimmermann, Katrin, deutsche Synchronsprecherin und Schauspielerin
- Zimmermann, Kimberley (* 1995), belgische Tennisspielerin
- Zimmermann, Klaus (1894–1967), deutscher Zoologe
- Zimmermann, Klaus (* 1941), deutscher Generalmajor der Luftstreitkräfte der Nationalen Volksarmee
- Zimmermann, Klaus (* 1947), deutscher Sprachwissenschaftler und Iberoamerikanist
- Zimmermann, Klaus (* 1963), deutscher Politiker (CDU)
- Zimmermann, Klaus (* 1964), deutscher Althistoriker
- Zimmermann, Klaus F. (* 1952), deutscher Ökonom und HochschullehrerKlaus F. Zimmermann (* 1952)

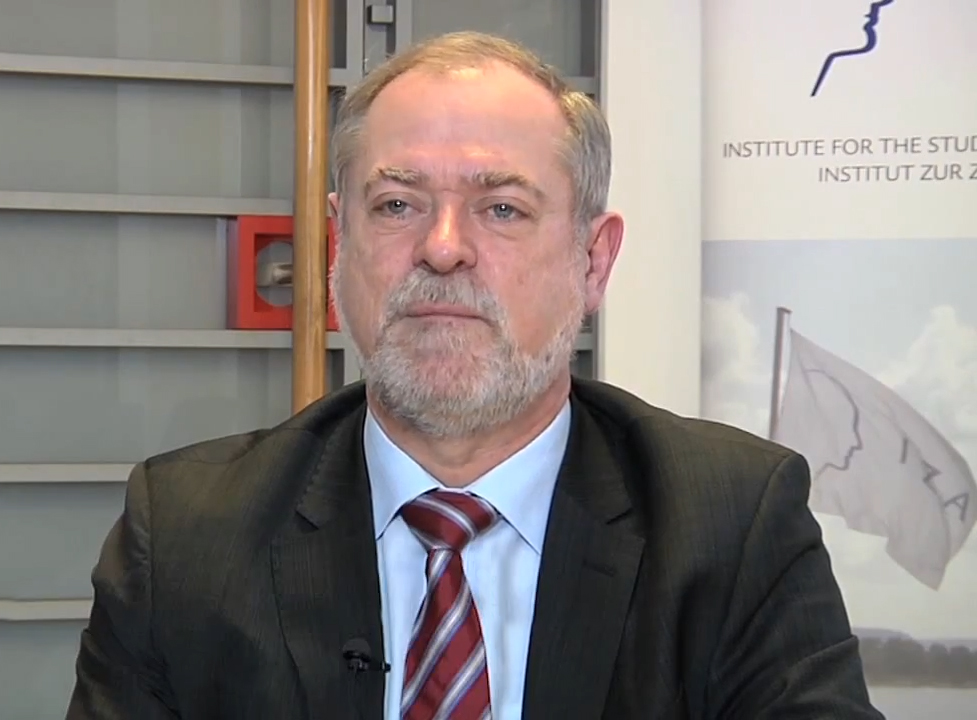
Klaus F. Zimmermann (* 1952)

- Zimmermann, Klaus W. (1944–2012), deutscher Ökonom
- Zimmermann, Klaus-Dieter (1939–2023), deutscher Geologe und Autor
- Zimmermann, Konrad (* 1940), deutscher Klassischer Archäologe
- Zimmermann, Kurt (1909–1983), deutscher Stasi-Mitarbeiter, Leiter der Abteilung XVI des MfS
- Zimmermann, Kurt (1910–1961), deutscher Bildhauer
- Zimmermann, Kurt (1913–1976), deutscher Buch-, Plakat- und vor allem Kinderbuchillustrator
- Zimmermann, Kurt W. (* 1951), Schweizer Journalist und Publizist

###### Zimmermann, L
- Zimmermann, Laura (* 1990), deutsche Triathletin
- Zimmermann, Laura (* 1991), Schweizer Politaktivistin
- Zimmermann, Leo (1927–1987), deutscher Fußballspieler
- Zimmermann, Leon (* 2000), deutscher Volleyballspieler
- Zimmermann, Leopold (1904–1964), deutscher Politiker (CDU), MdL
- Zimmermann, Lisa (* 1996), deutsche Freestyle-SkierinLisa Zimmermann (* 1996)

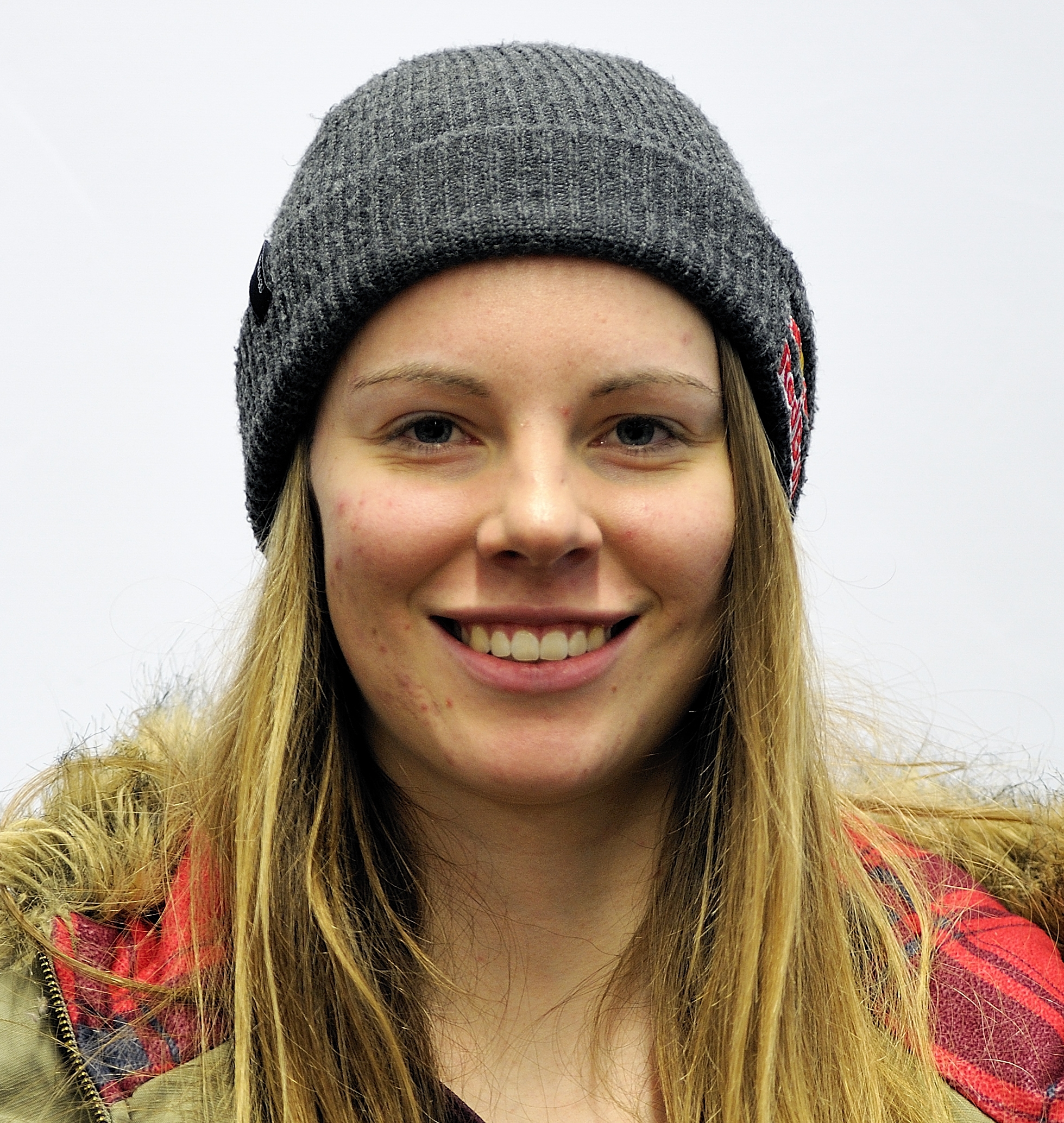
Lisa Zimmermann (* 1996)

- Zimmermann, Lois (1892–1932), deutscher Zeichner, Graphiker und Maler
- Zimmermann, Ludwig (1806–1881), Landtagsabgeordneter Großherzogtum Hessen
- Zimmermann, Ludwig (1852–1906), Propst des Rigaer Landsprengels
- Zimmermann, Ludwig (1854–1934), deutscher Schauspieler und Theaterleiter
- Zimmermann, Ludwig (1895–1959), deutscher Neuzeithistoriker und Professor
- Zimmermann, Ludwig (* 1938), deutscher Politiker (CDU), Lehrer, Heimatforscher und Autor
- Zimmermann, Ludwig Wilhelm († 1825), deutscher Chemiker, Mineraloge und Hochschullehrer

###### Zimmermann, M
- Zimmermann, Mac (1912–1995), deutscher Maler und Grafiker
- Zimmermann, Manfred (* 1929), deutscher Diplomat
- Zimmermann, Manfred (1933–2024), deutscher Schmerzforscher
- Zimmermann, Manfred (* 1947), deutscher Industriephotograph
- Zimmermann, Manfred (* 1956), deutscher Manager
- Zimmermann, Manfredo (* 1952), argentinischer Blockflötist und Hochschullehrer
- Zimmermann, Marc (* 1972), deutscher Politiker (Bündnis 90/Die Grünen), MdL
- Zimmermann, Marc-Philipp (* 1990), deutscher Fußballspieler
- Zimmermann, Marcel (* 1985), deutscher Tennisspieler
- Zimmermann, Margarete (* 1949), deutsche Romanistin und emeritierte Hochschullehrerin
- Zimmermann, Margrit (1927–2020), Schweizer Komponistin, Dirigentin, Pianistin und Musikpädagogin
- Zimmermann, Marie (1955–2007), deutsche Dramaturgin und Theaterintendantin
- Zimmermann, Marie-Claire (* 1975), österreichische Journalistin und FernsehmoderatorinMarie-Claire Zimmermann (* 1975)

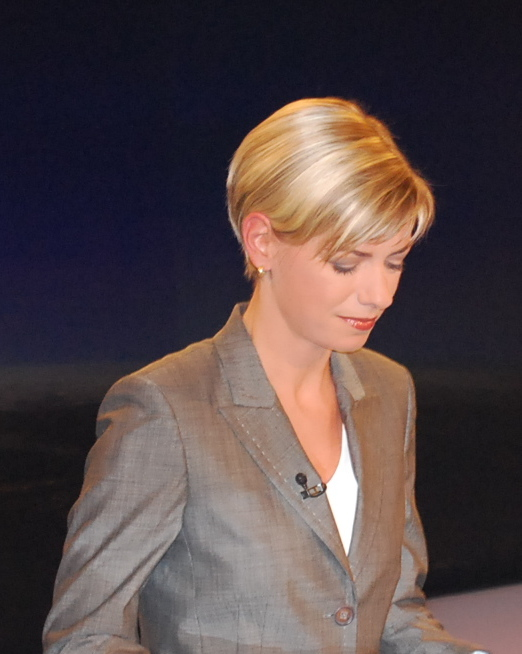
Marie-Claire Zimmermann (* 1975)

- Zimmermann, Marie-Jo (* 1951), französische Politikerin (UMP), Mitglied der Nationalversammlung
- Zimmermann, Marina (* 1970), deutsche Schauspielerin, Sängerin, Tänzerin und Musical-Darstellerin
- Zimmermann, Mario (* 2001), deutscher Eishockeyspieler
- Zimmermann, Mark (* 1974), deutscher Fußballspieler und -trainer
- Zimmermann, Markus (* 1961), deutscher römisch-katholischer Theologe
- Zimmermann, Markus (* 1964), deutscher Bobsportler
- Zimmermann, Markus (* 1978), deutscher Bildhauer
- Zimmermann, Martin, deutscher Filmproduzent
- Zimmermann, Martin (1819–1879), Schweizer Politiker
- Zimmermann, Martin (* 1959), deutscher Althistoriker
- Zimmermann, Martin (* 1970), Schweizer darstellender Künstler, Bühnenbildner, Theaterregisseur und Clown
- Zimmermann, Martin (* 1978), österreichischer Skispringer
- Zimmermann, Mary (1889–1945), deutsche Tänzerin, Ballettmeisterin und Choreographin
- Zimmermann, Matthias (* 1970), deutscher Fußballspieler
- Zimmermann, Matthias (* 1992), deutscher FußballspielerMatthias Zimmermann (* 1992)

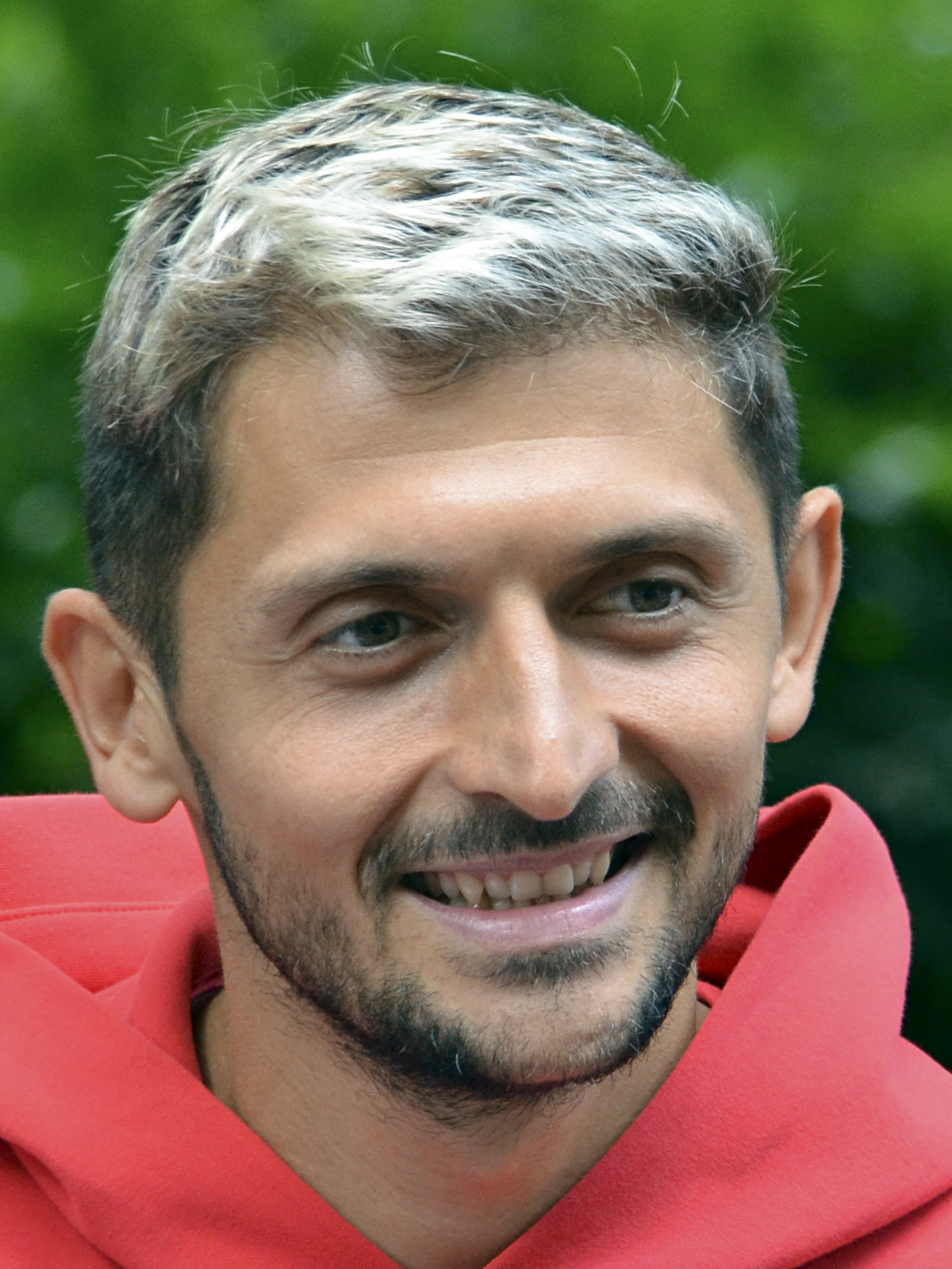
Matthias Zimmermann (* 1992)

- Zimmermann, Matthias A. K. (* 1981), Schweizer Künstler
- Zimmermann, Max (1811–1878), deutscher Maler
- Zimmermann, Max (1881–1962), deutscher Architekt
- Zimmermann, Max (1888–1945), deutscher Widerstandskämpfer gegen den Nationalsozialismus, Stadtverordneter und Arbeitersportaktivist
- Zimmermann, Max (1900–1972), deutscher Politiker (SED)
- Zimmermann, Max (* 1994), deutscher American- und Canadian-Footballspieler
- Zimmermann, Max (* 1999), österreichischer Eishockeytorwart
- Zimmermann, Max Georg (1861–1919), deutscher Architekt und Kunsthistoriker
- Zimmermann, Max von (1833–1925), deutscher Unternehmer und Amtsrat
- Zimmermann, Mayk (* 1968), deutscher Fußballspieler (DDR)
- Zimmermann, Michael (1941–1994), deutscher Musikwissenschaftler
- Zimmermann, Michael (* 1946), deutscher Maler
- Zimmermann, Michael (1951–2007), deutscher Historiker mit Schwerpunkt Verfolgungsgeschichte der Roma und Juden in der Zeit des Nationalsozialismus
- Zimmermann, Michael (* 1958), österreichischer Diplomat
- Zimmermann, Michael (* 1966), deutscher Buddhologe
- Zimmermann, Michael (* 1972), deutscher Fußballspieler
- Zimmermann, Michael F. (1958–2025), deutscher Kunsthistoriker
- Zimmermann, Michel (* 1960), belgischer Leichtathlet
- Zimmermann, Mirjam (* 1969), deutsche evangelische Religionspädagogin
- Zimmermann, Monika (* 1949), deutsche Historikerin und Journalistin
- Zimmermann, Moshe (* 1943), israelischer HistorikerMoshe Zimmermann (* 1943)

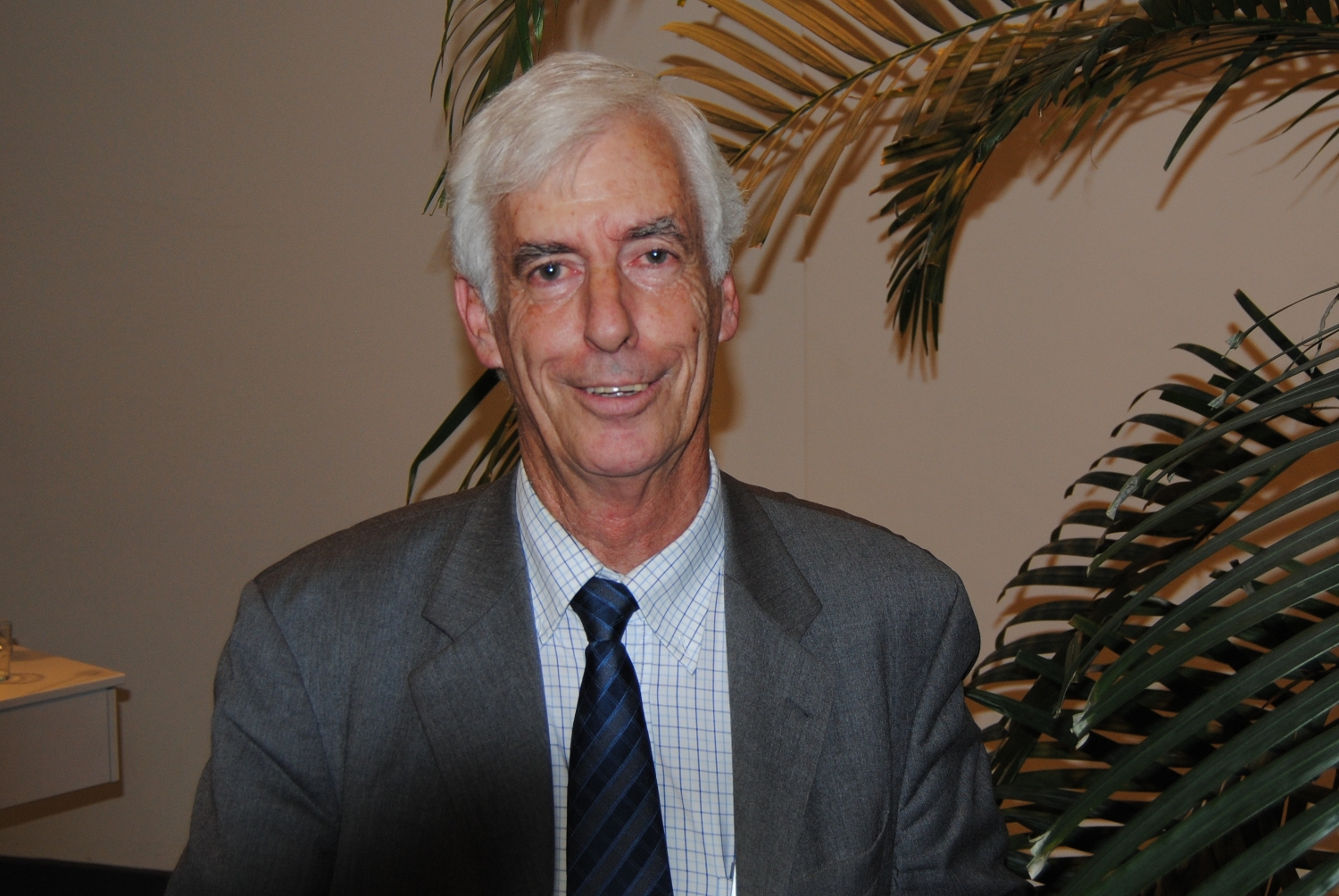
Moshe Zimmermann (* 1943)

###### Zimmermann, N
- Zimmermann, Nadja (* 1976), Schweizer Fernsehmoderatorin
- Zimmermann, Natalie (* 1982), deutsche Kampfsportlerin, Boxerin und Fitnesstrainerin
- Zimmermann, Nico (* 1985), deutscher Fußballspieler
- Zimmermann, Nicole (* 1980), deutsche Riemenruderin
- Zimmermann, Nina (* 1977), deutsche Hörfunkmoderatorin
- Zimmermann, Norbert (* 1947), österreichischer Industrieller
- Zimmermann, Norbert (* 1968), deutscher Christlicher Archäologe

###### Zimmermann, O
- Zimmermann, Olaf (* 1961), deutscher Publizist, Kunsthändler und Geschäftsführer des Deutschen Kulturrates
- Zimmermann, Oskar (1856–1917), deutscher Jurist und Mitglied des Provinziallandtages der Provinz Hessen-Nassau
- Zimmermann, Oswald (1859–1910), deutscher Politiker (Deutschsoziale Reformpartei), MdR
- Zimmermann, Osy (* 1946), Schweizer Sänger, Musiker und Schauspieler
- Zimmermann, Otto (1857–1922), deutscher Politiker (NLP) und Unternehmer
- Zimmermann, Otto (1897–1973), deutscher Politiker (NSDAP), MdR und Zahnarzt
- Zimmermann, Otto (1898–1972), deutscher Politiker (SPD), MdA

###### Zimmermann, P
- Zimmermann, Patricia Barbara (1914–2007), deutsche Benediktinerin vom Orden Sankt-Lioba, Opfer der Diktatur in Rumänien
- Zimmermann, Patrick (* 1991), deutscher Eishockeyspieler
- Zimmermann, Paul (1854–1933), deutscher Historiker und Archivar
- Zimmermann, Paul (1895–1980), deutscher Nationalsozialist und BeamterPaul Zimmermann (1895–1980)

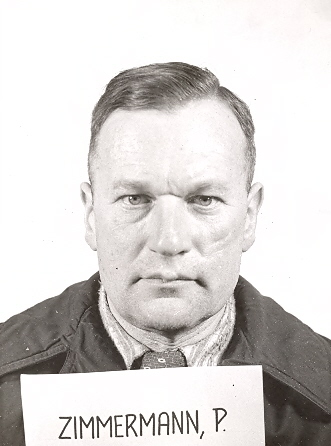
Paul Zimmermann (1895–1980)

- Zimmermann, Paul (1900–1976), deutscher Kommunalpolitiker
- Zimmermann, Paul (1920–2017), deutscher Grafiker und Maler
- Zimmermann, Paul (* 1939), deutscher Kunstschmied und Metallbildhauer
- Zimmermann, Paul von (1814–1875), preußischer Generalmajor
- Zimmermann, Peter (* 1940), Schweizer Kulturschaffender
- Zimmermann, Peter (1941–2007), deutscher Maler und Radierer
- Zimmermann, Peter (* 1944), deutscher evangelischer Theologe und ehemaliger Inoffizieller Mitarbeiter des Ministeriums für Staatssicherheit
- Zimmermann, Peter (1944–2022), deutscher Datenschutzexperte, Datenschutzbeauftragter des Landes Baden-Württemberg
- Zimmermann, Peter (* 1951), deutscher Schauspieler
- Zimmermann, Peter (* 1955), deutscher Fernseh- und Filmregisseur
- Zimmermann, Peter (* 1956), deutscher Bildhauer, Objektkünstler und Hochschullehrer
- Zimmermann, Peter (* 1961), österreichischer Schriftsteller und Journalist
- Zimmermann, Peter (* 1975), deutscher Journalist, Regierungssprecher und Staatssekretär (Thüringen, Sachsen)
- Zimmermann, Petra Sophia (* 1962), deutsche Kunsthistorikerin und Hochschullehrerin
- Zimmermann, Phil (* 1954), US-amerikanischer KryptologePhil Zimmermann (* 1954)

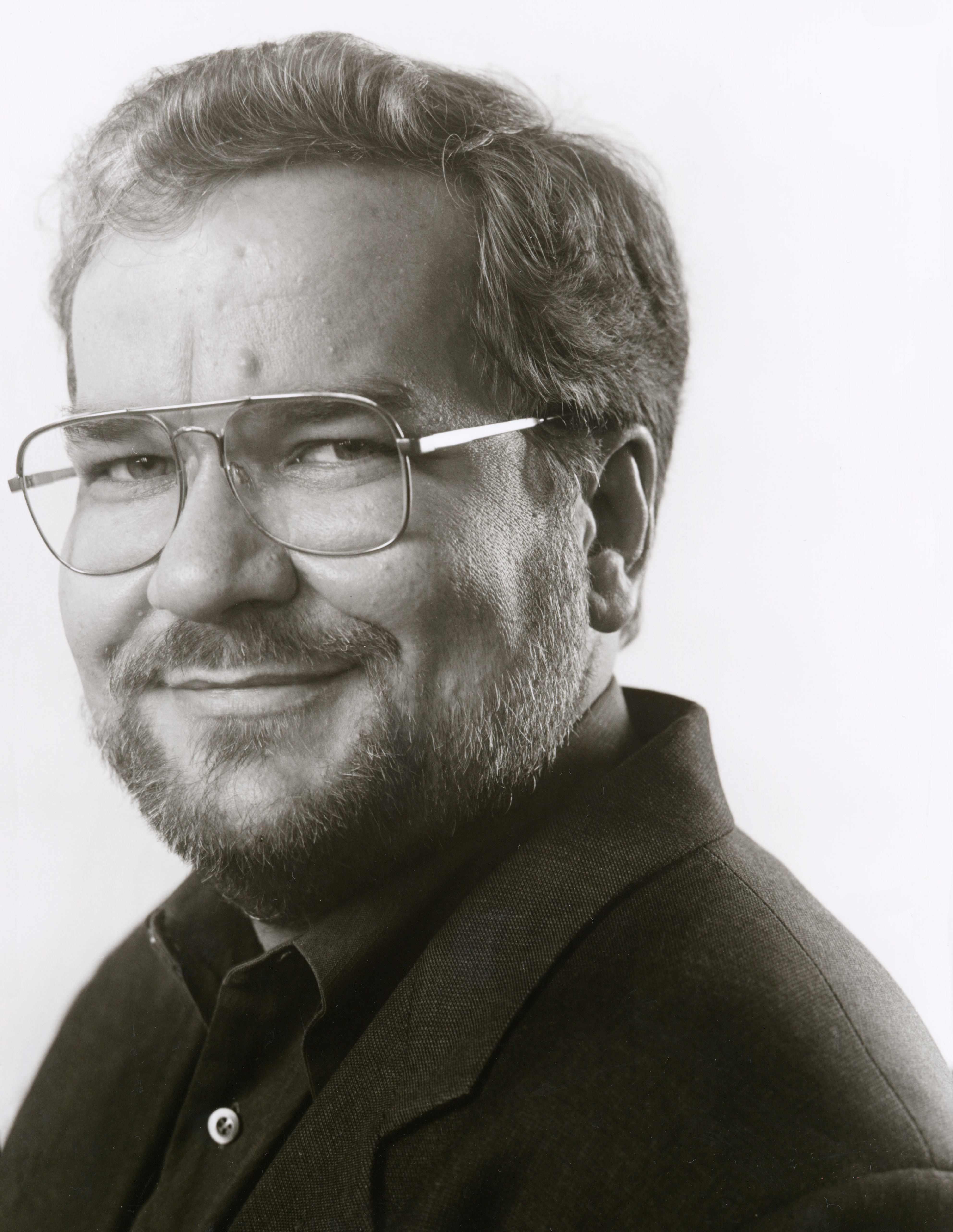
Phil Zimmermann (* 1954)

- Zimmermann, Philipp (1796–1850), deutscher Bibliothekar und Mäzen
- Zimmermann, Pia (* 1956), deutsche Politikerin (Die Linke), MdB
- Zimmermann, Pierre (1785–1853), französischer Klavierpädagoge und Komponist

###### Zimmermann, R
- Zimmermann, Rainer (1920–2009), deutscher Journalist, Kunstsammler und Autor
- Zimmermann, Rainer (1942–2022), deutscher Handballspieler
- Zimmermann, Rainer (* 1956), deutscher Publizist und Kommunikationswissenschaftler
- Zimmermann, Rainer E. (* 1951), deutscher Mathematiker, Philosoph und Naturwissenschaftler
- Zimmermann, Ralf (* 1971), deutscher Jurist, Richter am Bundesarbeitsgericht
- Zimmermann, Ralf (* 1981), deutscher Fußballspieler
- Zimmermann, Ralf-Bruno (* 1960), deutscher Arzt für Psychiatrie und Hochschullehrer
- Zimmermann, Raquel (* 1983), brasilianisches Topmodel
- Zimmermann, Regine (* 1971), deutsche SchauspielerinRegine Zimmermann (* 1971)

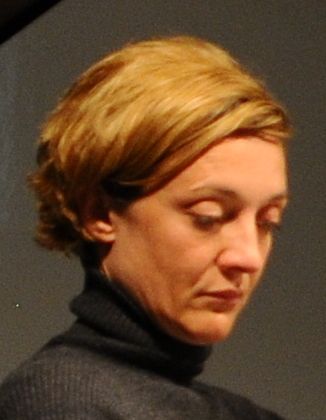
Regine Zimmermann (* 1971)

- Zimmermann, Reinhard (* 1952), deutscher Kunsthistoriker
- Zimmermann, Reinhard (* 1952), deutscher Jurist, Rechtshistoriker, Rechtsvergleicher, MPI-Direktor und Hochschullehrer
- Zimmermann, Reinhard Sebastian (1815–1893), deutscher Maler
- Zimmermann, Reinhart (1936–2010), deutscher Bühnenbildner
- Zimmermann, Reinhold (1889–1956), deutscher Schulleiter, Chordirigent und Musikschriftsteller
- Zimmermann, Renate (* 1936), deutsche Organistin
- Zimmermann, René (* 1979), deutscher Theater- und Filmschauspieler
- Zimmermann, Richard (1820–1875), deutscher Landschafts- und Naturmaler
- Zimmermann, Richard (1876–1969), deutscher Parteifunktionär und Landtagsabgeordneter (KPD/SED)
- Zimmermann, Robert (1818–1864), deutscher Zeichner, Lithograf und Landschaftsmaler
- Zimmermann, Robert (1851–1912), deutscher Schiffbauingenieur
- Zimmermann, Robert (1874–1931), Schweizer Jesuit und Hochschullehrer in Indien
- Zimmermann, Robert (1912–2006), Schweizer Radsportler
- Zimmermann, Robert (* 1963), deutscher Fußballspieler
- Zimmermann, Robert (* 1987), deutscher Judoka
- Zimmermann, Robert (* 1988), deutscher Schauspieler
- Zimmermann, Robert von (1817–1878), preußischer Generalmajor
- Zimmermann, Robert von (1824–1898), österreichischer Ästhetiker und philosophischer Schriftsteller
- Zimmermann, Roland (* 1942), deutscher theoretischer Festkörperphysiker
- Zimmermann, Rolf (1959–2008), deutscher Architekt und Denkmalpfleger
- Zimmermann, Ronny (* 1961), deutscher Jurist und Sportfunktionär
- Zimmermann, Ruben (* 1968), deutscher evangelischer Theologe
- Zimmermann, Rüdiger (* 1946), deutscher Historiker
- Zimmermann, Rudolf (1878–1943), deutscher Verleger und Fotograf

###### Zimmermann, S
- Zimmermann, Sabine (1951–2020), deutsche Produktionsleiterin und Fernsehmoderatorin
- Zimmermann, Sabine (* 1960), deutsche Politikerin (Die Linke, SPD), MdL, MdBSabine Zimmermann (* 1960)

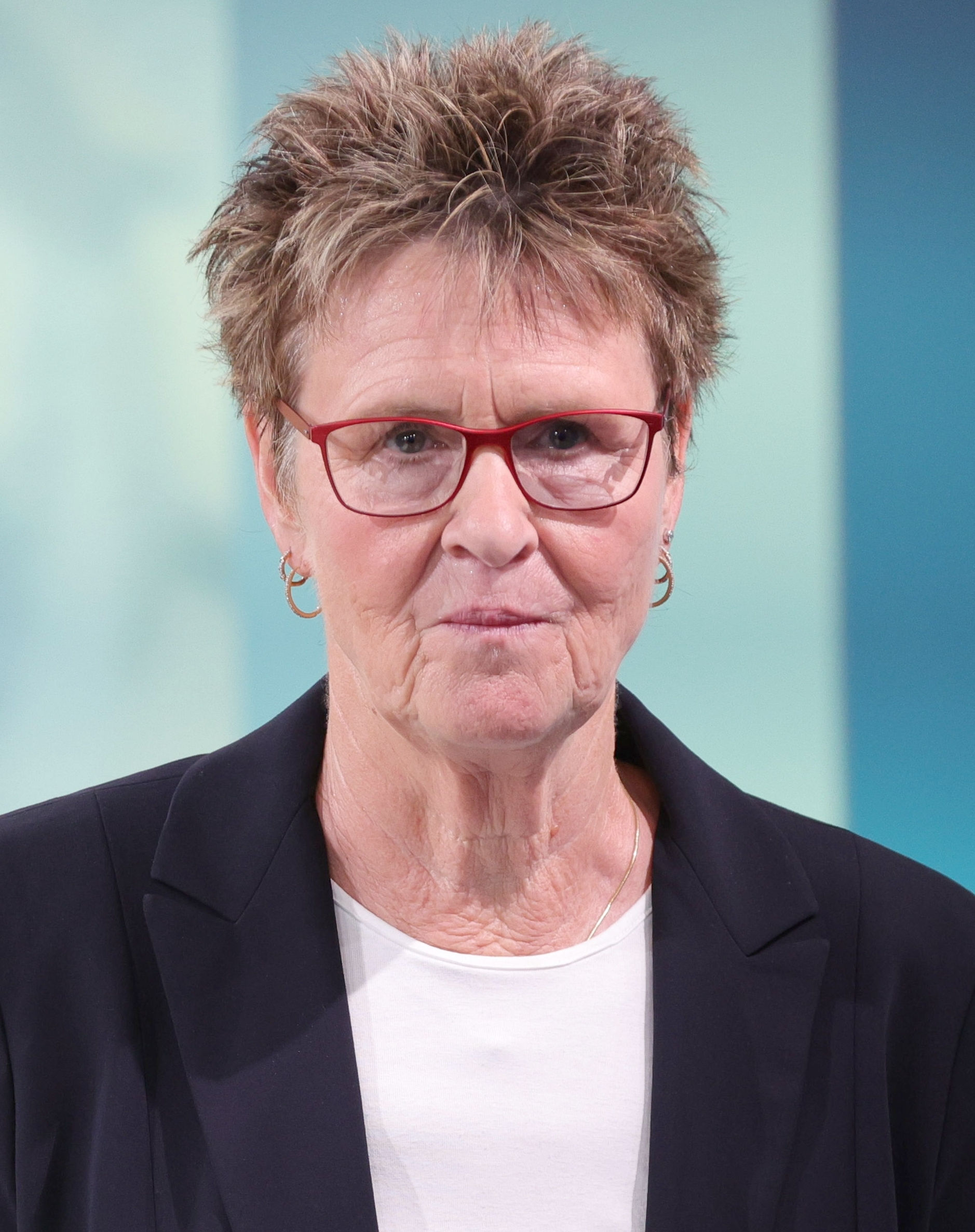
Sabine Zimmermann (* 1960)

- Zimmermann, Salome (* 1957), Schweizer Juristin
- Zimmermann, Siegfried (1927–2012), deutscher Bildhauer
- Zimmermann, Silvia Irina (* 1970), deutsche Literaturhistorikerin, Schriftstellerin und Übersetzerin
- Zimmermann, Simon Anton († 1876), deutscher Komponist und Dirigent
- Zimmermann, Sonja (* 1999), deutsche HockeyspielerinSonja Zimmermann (* 1999)

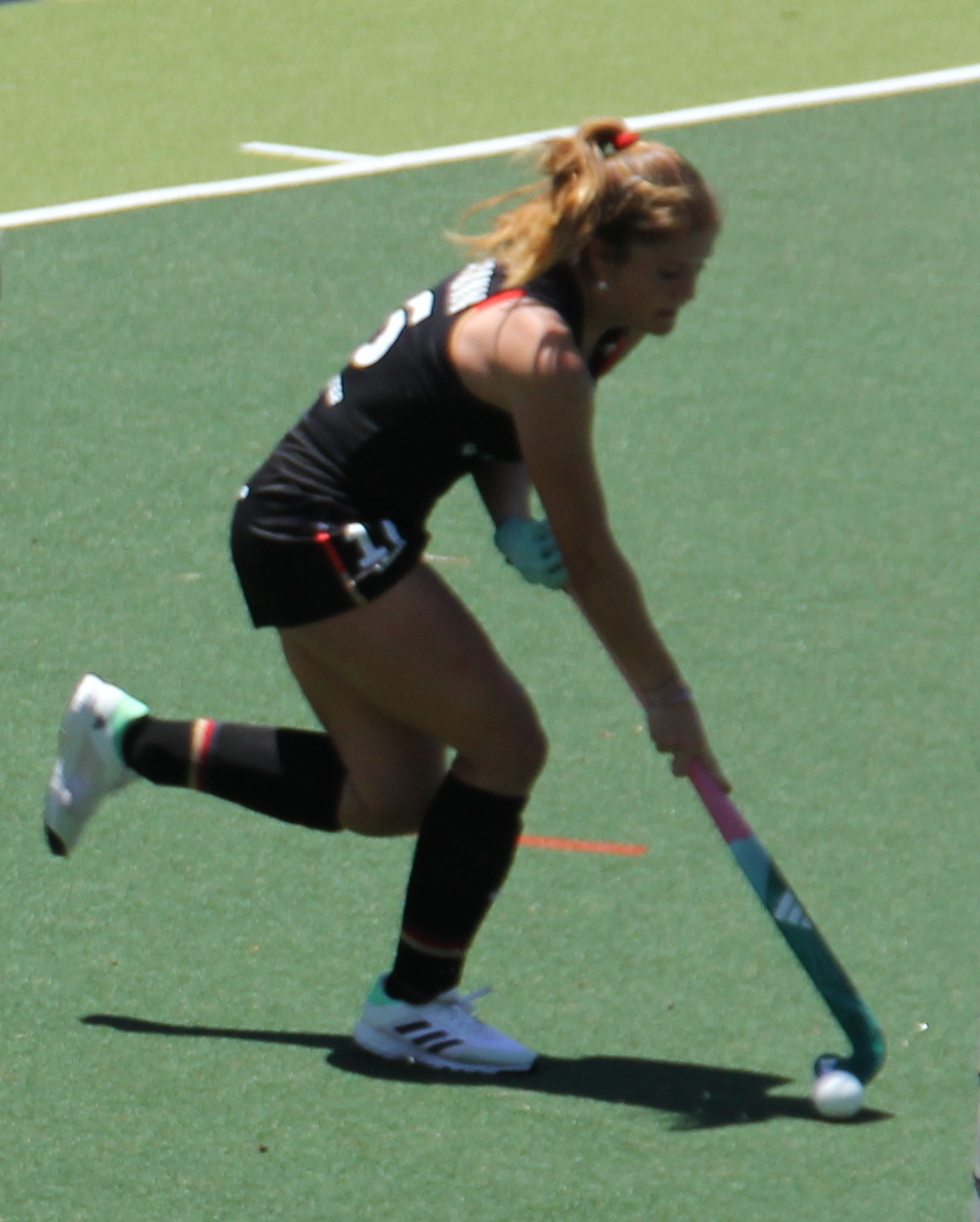
Sonja Zimmermann (* 1999)

- Zimmermann, Stefan (* 1950), deutscher Jurist und Notar
- Zimmermann, Stefan (* 1959), deutscher Schauspieler, Regisseur und Theaterproduzent
- Zimmermann, Stephan (* 1956), Schweizer Bankmanager
- Zimmermann, Stephan (* 1963), deutscher Jazzmusiker
- Zimmermann, Susan (* 1960), deutsch-österreichische Historikerin
- Zimmermann, Sven (* 1966), deutscher Musiker, Bassist, Sänger, Textdichter und Komponist

###### Zimmermann, T
- Zimmermann, Tabea (* 1966), deutsche Bratschistin und Hochschullehrerin
- Zimmermann, Tanja (* 1966), slowenische Slawistin
- Zimmermann, Tanja (* 1967), Schweizer Materialwissenschaftlerin
- Zimmermann, Theodor (1795–1882), deutscher Jurist und Politiker
- Zimmermann, Thomas (* 1946), deutscher Politiker (CSU), MdL
- Zimmermann, Thomas (* 1972), österreichischer Kunstturner
- Zimmermann, Thomas Ede (* 1954), deutscher Germanist
- Zimmermann, Till (* 1979), deutscher Rechtswissenschaftler und Autor
- Zimmermann, Tim (* 1969), deutscher Politiker (AfD)
- Zimmermann, Tim (* 1996), deutscher Automobilrennfahrer
- Zimmermann, Tino (* 1990), deutscher Künstler und Fotograf
- Zimmermann, Tizia (* 1995), Schweizer klassische und Improvisationsmusikerin (Akkordeon)

###### Zimmermann, U
- Zimmermann, Udo (1943–2021), deutscher Komponist, Regisseur, Dirigent und IntendantUdo Zimmermann (1943–2021)

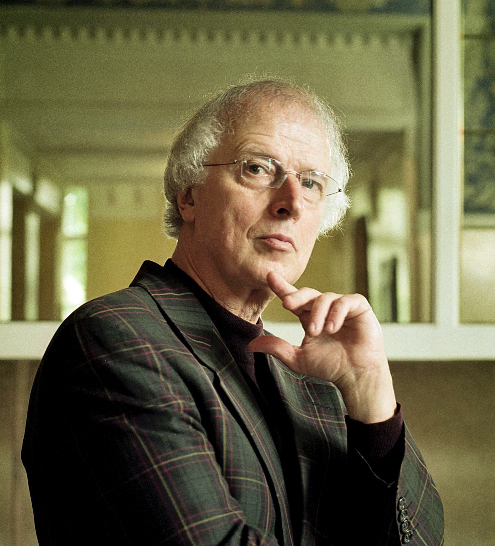
Udo Zimmermann (1943–2021)

- Zimmermann, Ulf (* 1937), deutscher Architekt
- Zimmermann, Ulf-Dieter (* 1949), deutscher Manager
- Zimmermann, Ulrich (* 1942), deutscher Biotechnologe
- Zimmermann, Ulrich (* 1944), deutscher Schriftsteller
- Zimmermann, Ulrike (* 1960), deutsche Filmproduzentin und Filmregisseurin
- Zimmermann, Urs (* 1942), Schweizer reformierter Pfarrer und Politiker
- Zimmermann, Urs (* 1959), Schweizer RadrennfahrerUrs Zimmermann (* 1959)

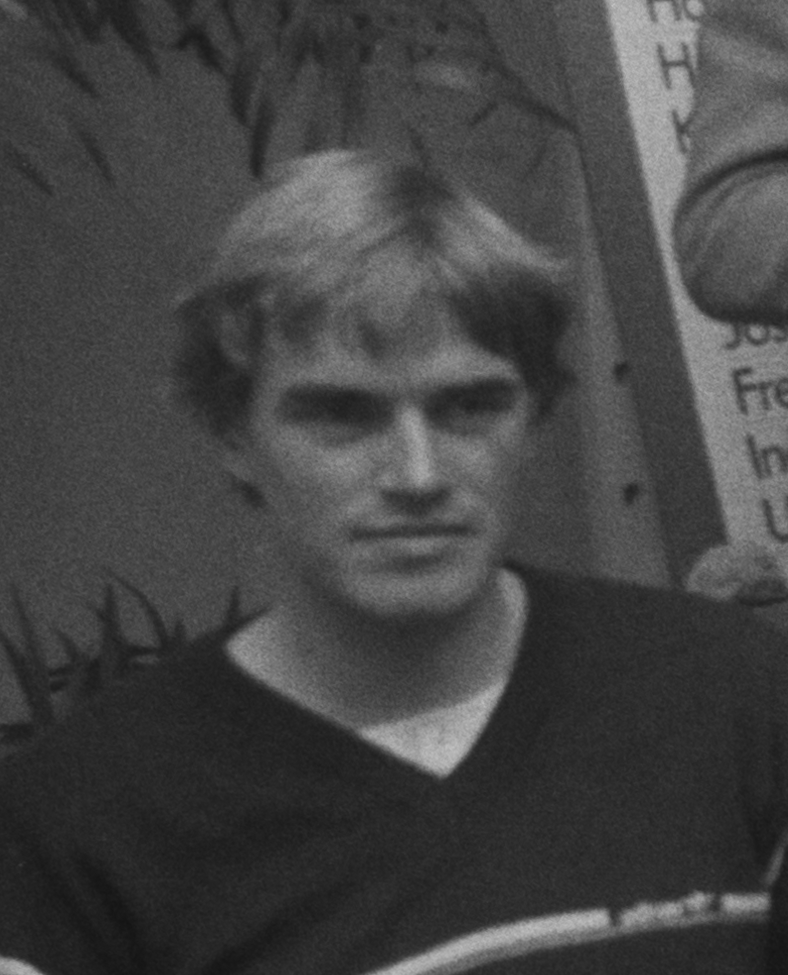
Urs Zimmermann (* 1959)

- Zimmermann, Uwe (* 1947), deutscher Mathematiker
- Zimmermann, Uwe (* 1952), deutscher Fußballtorhüter
- Zimmermann, Uwe (* 1958), deutscher Maschinenbauingenieur und Politiker (ALFA)
- Zimmermann, Uwe (* 1962), deutscher Fußballtorwart

###### Zimmermann, V
- Zimmermann, Verena (* 1979), deutsche Schauspielerin
- Zimmermann, Volker (* 1968), deutscher Historiker

###### Zimmermann, W
- Zimmermann, Waldemar (1876–1963), deutscher Volkswirt und Sozialpolitiker
- Zimmermann, Walter (1892–1968), deutscher Pädagoge und Schulrat
- Zimmermann, Walter (1892–1980), deutscher Biologe und Botaniker
- Zimmermann, Walter (1896–1973), deutscher Diplomat
- Zimmermann, Walter (* 1901), deutscher Agrarwissenschaftler
- Zimmermann, Walter (1920–2002), deutscher Maler
- Zimmermann, Walter (1929–2018), deutscher Fußballspieler
- Zimmermann, Walter (* 1941), deutscher Jurist
- Zimmermann, Walter (* 1949), deutscher Komponist, Autor und Hochschullehrer
- Zimmermann, Walther (1890–1945), deutscher Apotheker
- Zimmermann, Walther (1902–1961), deutscher Kunsthistoriker und Denkmalpfleger
- Zimmermann, Werner (1893–1982), Schweizer Lebensreformer, Freiwirtschaftler, Naturist und Schriftsteller
- Zimmermann, Wilhelm (1807–1878), deutscher protestantischer Theologe, Dichter, Historiker und PolitikerWilhelm Zimmermann (1807–1878)

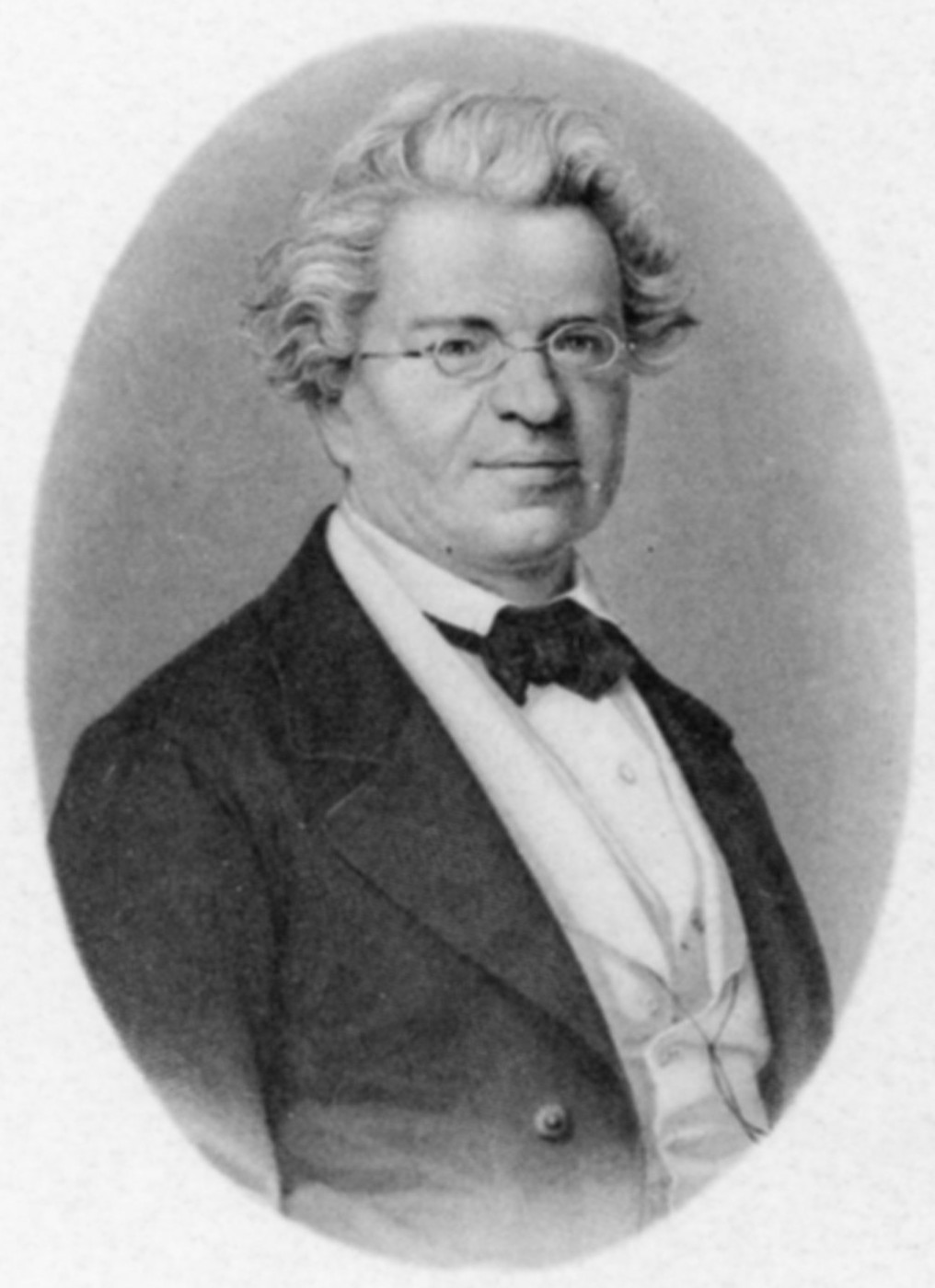
Wilhelm Zimmermann (1807–1878)

- Zimmermann, Wilhelm (1811–1895), deutscher Mediziner und Revolutionär
- Zimmermann, Wilhelm (* 1879), deutscher Politiker (LDPD), MdL Sachsen-Anhalt
- Zimmermann, Wilhelm (* 1948), deutscher römisch-katholischer Geistlicher, emeritierter Weihbischof in Essen
- Zimmermann, Willi (1907–1998), deutscher Baubeamter und Heimatforscher
- Zimmermann, Wilmya (* 1944), niederländisch-deutsche Politikerin (SPD), MdEP
- Zimmermann, Wolf Haio (* 1941), deutscher Prähistoriker und Hochschullehrer
- Zimmermann, Wolf Martin († 1739), Schmelz-Meister
- Zimmermann, Wolf-Dieter (* 1948), deutscher Lehrer und Sachbuchautor
- Zimmermann, Wolfgang (1910–2000), deutscher Jurist, Gewerkschafter und Senator (Bayern)
- Zimmermann, Wolfgang (* 1949), deutscher Politiker (Die Linke), MdL
- Zimmermann, Wolfgang (* 1960), deutscher Historiker
- Zimmermann, Wolfhart (1928–2016), deutscher Physiker
- Zimmermann, Wolfram (1944–2023), deutscher Psychotherapeut und klinischer Psychologe

###### Zimmermann, Y
- Zimmermann, Yannick (* 1998), Schweizer Unihockeyspieler
- Zimmermann, Yvonne (* 1969), deutsche Medienwissenschaftlerin

###### Zimmermann, Z
- Zimmermann, Zoe (* 2002), US-amerikanische Skirennläuferin

###### Zimmermann-A
- Zimmermann-Acklin, Markus (* 1962), deutscher römisch-katholischer Theologe und Hochschullehrer

###### Zimmermann-B
- Zimmermann-Bütikofer, Edith (1925–1986), Schweizer Politikerin und Frauenrechtlerin

###### Zimmermann-D
- Zimmermann-Dursch, Maria Gabriele (1881–1971), deutsche Malerin

###### Zimmermann-E
- Zimmermann-Elseify, Nina, deutsche Klassische Archäologin

###### Zimmermann-T
- Zimmermann-Timm, Heike (* 1964), deutsche Biologin

###### Zimmerme
- Zimmermeyer, Gunter (* 1944), deutscher Verbandsfunktionär und Lobbyist

###### Zimmern
- Zimmern, Alfred (1879–1957), britischer Historiker und Professor für internationale Beziehungen
- Zimmern, Andrew (* 1961), US-amerikanischer Showmaster, Journalist und AutorAndrew Zimmern (* 1961)

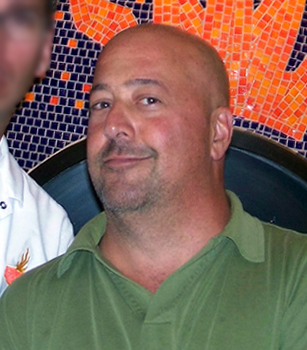
Andrew Zimmern (* 1961)

- Zimmern, Eleonora von (1554–1606), Tochter des Chronisten Froben von Zimmern
- Zimmern, Froben Christoph von (1519–1566), Verfasser der „Zimmerischen Chronik“
- Zimmern, Gottfried Christoph von (1524–1570), Domherr zu Konstanz
- Zimmern, Gottfried Werner von (1484–1554), deutscher Schriftsteller
- Zimmern, Heinrich (1862–1931), deutscher Altorientalist und Semitist
- Zimmern, Heinrich von, Sohn des Gottfried von Zimmern
- Zimmern, Helen (1846–1934), englische Schriftstellerin
- Zimmern, Johannes Werner der Jüngere von (1480–1548), deutscher AdeligerJohannes Werner von Zimmern der Jüngere (1480–1548)

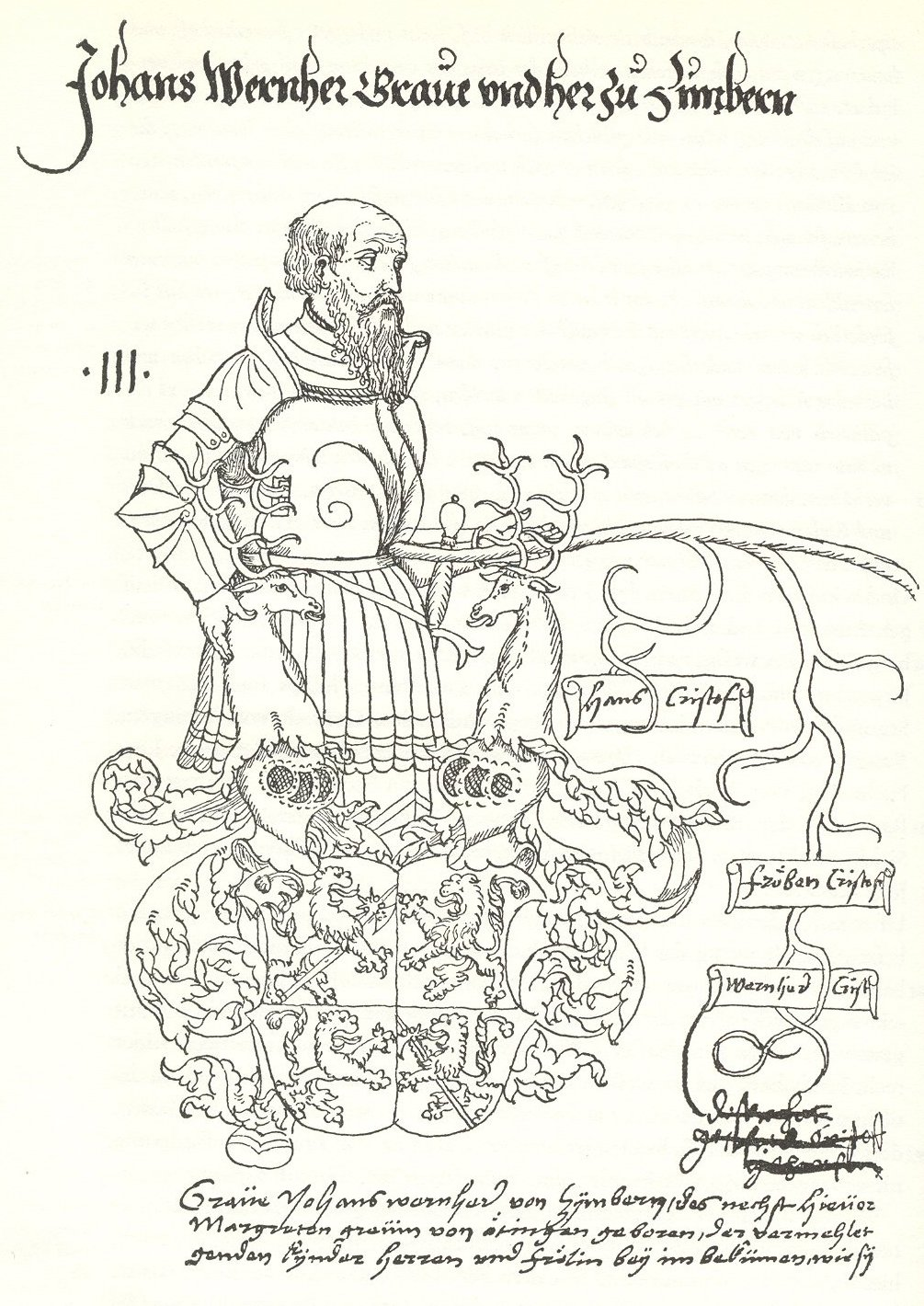
Johannes Werner von Zimmern der Jüngere (1480–1548)

- Zimmern, Katharina von (1478–1547), letzte Äbtissin des Fraumünsterklosters in Zürich
- Zimmern, Sigmund Joseph (1838–1914), bayerischer Priester, Domherr und Landtagsabgeordneter
- Zimmern, Sigmund Wilhelm (1796–1830), deutscher Rechtswissenschaftler und Hochschullehrer
- Zimmern, Wilhelm von (1549–1594), Nachfolger des Chronisten der Zimmerischen Chronik, Graf Froben von Zimmern
- Zimmern, Wilhelm Werner von (1485–1575), deutscher Adliger, Historiker und Jurist
- Zimmernow, Joachim Ernst von († 1744), königlich preußischer Oberst, Chef des Infanterie-Regiments Nr. 43

###### Zimmero
- Zimmerová, Adela (* 1964), tschechische Badmintonspielerin

###### Zimmerr
- Zimmerreimer, Paul (1875–1943), deutscher Architekt

###### Zimmers
- Zimmerschied, David (* 1983), deutscher Theater-, Film- und Fernsehschauspieler
- Zimmerschied, Sigi (* 1953), deutscher KabarettistSigi Zimmerschied (* 1953)

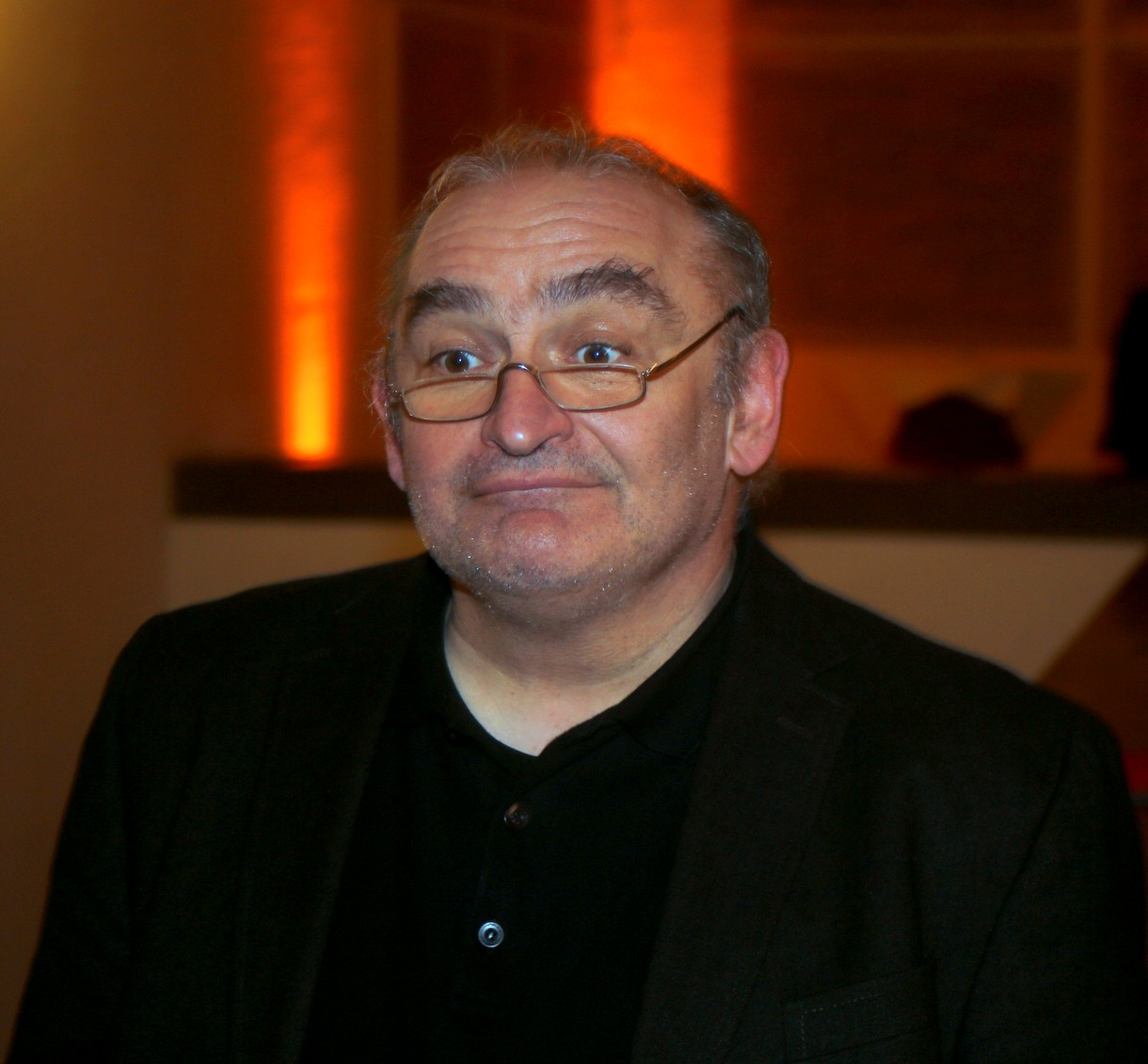
Sigi Zimmerschied (* 1953)

- Zimmerschied, Tom (* 1998), deutscher Fußballspieler

###### Zimmert
- Zimmert, Franz (* 1949), deutscher Fußballspieler

##### Zimmet
- Zimmet, Karl (1895–1969), deutscher Widerstandskämpfer gegen den Nationalsozialismus
- Zimmeter, Albert (1848–1897), österreichischer Lehrer und Botaniker
- Zimmeter, Kunibert (1872–1952), österreichischer Heimatschützer und Kunstschriftsteller

#### Zimml
- Zimmler, Sebastian (* 1981), deutscher Schauspieler

### Zimn
- Zimniak, Antoni Jacek (1878–1943), polnischer Geistlicher
- Zimniak, Janusz Edmund (1933–2024), polnischer römisch-katholischer Geistlicher, Weihbischof in Bielsko-Żywiec
- Zimnickas, Vytautas Vidmantas (1956–2020), litauischer Politiker, Mitglied des Seimas
- Zimnik, Reiner (1930–2021), deutscher Zeichner, Maler und Schriftsteller
- Zimniok, Bernhard (* 1953), deutscher Politiker (AfD)
- Zimnoch, Krzysztof (* 1983), polnischer Boxer
- Zimnol, Paul (1921–1999), deutscher Orgelbauer
- Zimny, Aleksandra (* 1996), polnische Handballspielerin
- Zimny, Bob (1921–2011), US-amerikanischer American-Football-Spieler
- Zimny, Kazimierz (1935–2022), polnischer Langstreckenläufer
- Zimny, Simon (1927–2007), französischer Fußballspieler
- Zimny, Tymoteusz (* 1998), polnischer Sprinter

### Zimo
- Zimoląg, Oliwia (* 2005), polnische Leichtathletin
- Zimolong, Wilhelm (1922–1979), deutscher Maler, Grafiker und Bildhauer
- Zimoń, Damian (* 1934), polnischer Geistlicher, römisch-katholischer Erzbischof von Kattowitz
- Zimonjić, Nenad (* 1976), serbischer Tennisspieler
- Zimonyi, Robert (1918–2004), ungarischer, später US-amerikanischer Ruderer
- Zimorowic, Szymon († 1629), polnischer Dichter
- Zimorski, Johannes (1872–1945), deutsches NS-Opfer
- Zimoun (* 1977), Schweizer Künstler
- Zimowski, Zygmunt (1949–2016), polnischer Kurienerzbischof der römisch-katholischen Kirche

### Zimp
- Zimpel, André Frank (* 1960), deutscher Psychologe und ErziehungswissenschaftlerAndré Frank Zimpel (* 1960)

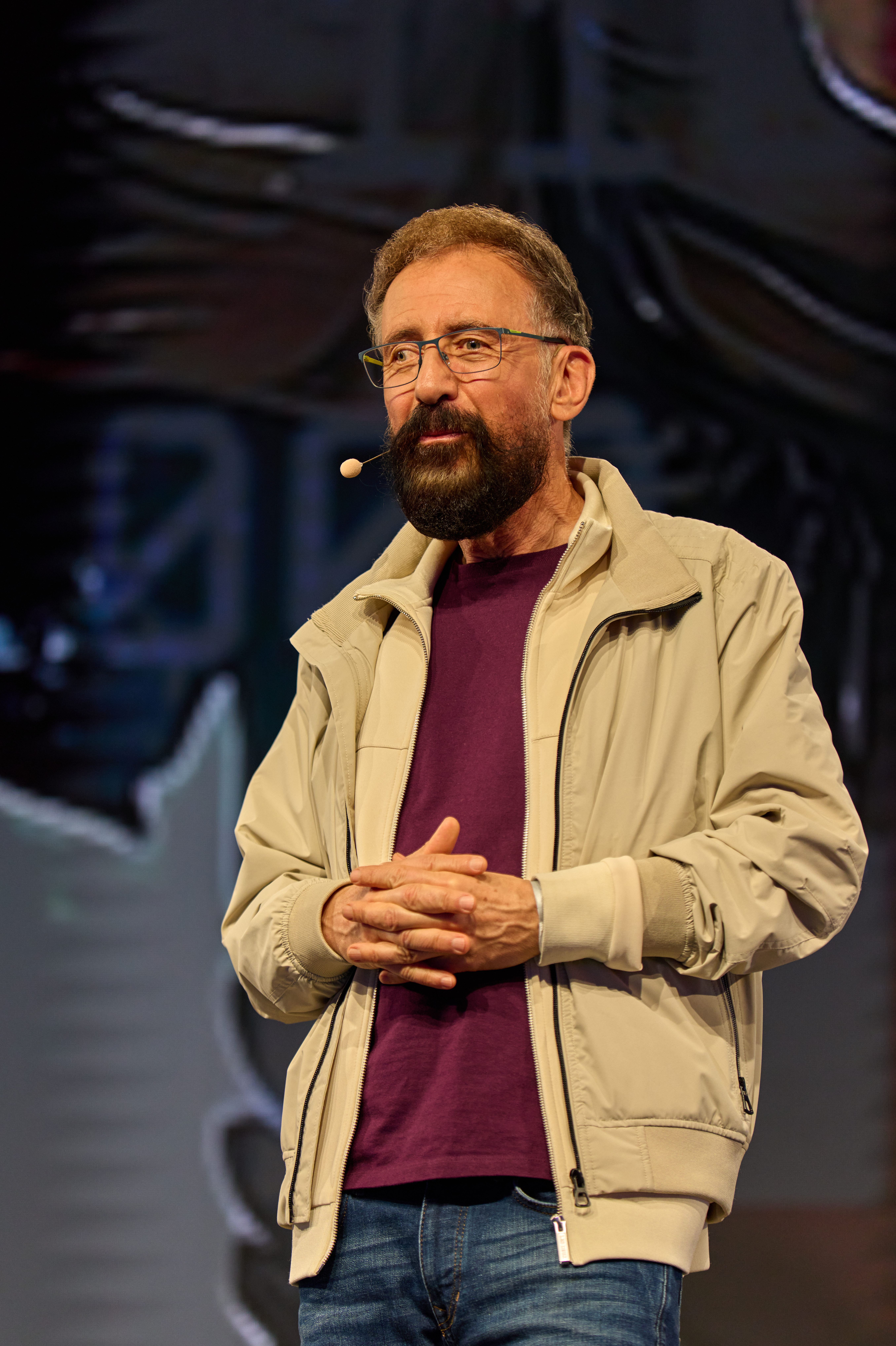
André Frank Zimpel (* 1960)

- Zimpel, Carl-Friedrich (1801–1879), deutscher Esoteriker
- Zimpel, Egon (1943–2022), deutscher Maler und Grafiker
- Zimpel, Julius (1896–1925), österreichischer Maler, Grafiker und Kunsthandwerker
- Zimpel, Leo (1860–1923), österreichischer Graveur, Ziseleur und Stempelschneider und Medailleur
- Zimpel, Sylke (* 1959), deutsche Komponistin, Chorleiterin und Dozentin
- Zimpel, Wacław (* 1983), polnischer Jazz- und Improvisationsmusiker
- Zimpelmann, Beate (* 1961), deutsche Politikwissenschaftlerin und Hochschullehrerin
- Zimpelmann, Friedrich (1894–1965), kommissarischer Bürgermeister und Abgeordneter
- Zimper, Walter (1942–2008), österreichischer Politiker (ÖVP), Landtagsabgeordneter (Niederösterreich)
- Zimpernik, Raimund (1923–1997), österreichischer Widerstandskämpfer
- Zimpfer, Michael (* 1951), österreichischer Anästhesist, Intensivmediziner und SchmerztherapeutMichael Zimpfer (* 1951)

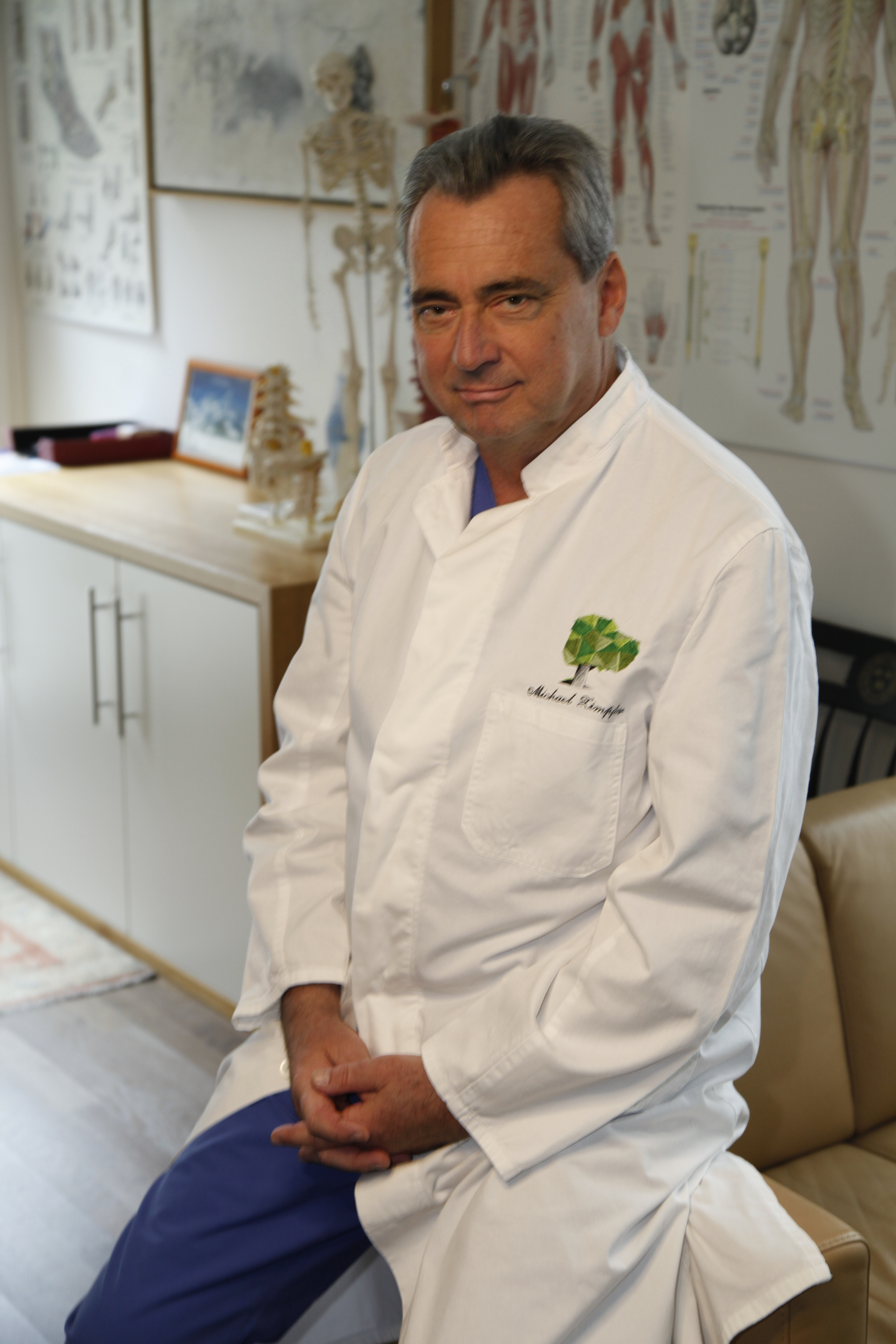
Michael Zimpfer (* 1951)

### Zimr
- Zimreddi, antiker Stadtfürst von Lachisch
- Zimreddi, antiker Stadtfürst von Sidon
- Zimri-Lim, König von Mari
- Zimring, Franklin E. (* 1942), US-amerikanischer Rechtswissenschaftler und Kriminologe

### Zimt
- Zimth, Julia (* 1981), deutsche Schauspielerin, Synchronsprecher, Autorin, Regisseurin und Filmproduzentin